# Maria-sama ga Miteru
Maria-sama ga Miteru (マリア様がみてる lit. María nos está mirando?), también conocida de manera informal como Marimite (マリみて?), es una serie japonesa de novelas ligeras shōjo dentro de los géneros de drama y romance yuri, creada originalmente en febrero de 1997 por Oyuki Konno e ilustrada por Reine Hibiki.
Concebida inicialmente como una historia corta dentro de la revista Cobalt, debido a su éxito se convirtió en una serie de novelas que abarcó treinta y nueve volúmenes, desde 1998 hasta 2012.
Con un argumento centrado en las situaciones de la vida diaria, tienen una fuerte presencia los personajes femeninos y la austeridad del ambiente. Su trama es de ritmo lento y centrada en las relaciones de los personajes; esto último se ha asociado al lesbianismo de algunos de ellos, que consiste en un amor idealizado.

## Reseña histórica
En febrero de 1997, Oyuki Konno, una novelista japonesa que tenía ya algunas obras escritas, y había ganado premios en 1993 por la serie de novelas Yume no Miya, publicó en la revista Cobalt una historia corta llamada María-sama ga Miteru, acerca de las vivencias de estudiantes de preparatoria en un colegio austero y elegante llamado Colegio Lillian para Señoritas. El éxito de dicha historia dentro de la revista llevó a Konno a lanzar su historia aparte como una nueva serie de novelas.
Así, el 10 de mayo de 1998, publicó el primer volumen de la novela María-sama ga Miteru, con la ayuda de Hibiki Reine, una dibujante especializada en shōjo, para diseñar las ilustraciones complementarias de los personajes. Este volumen es el inicio verdadero de la serie (la historia original de 1997 fue reinsertada en el noveno volumen, en 2001). En febrero de 2003, con más de doce volúmenes publicados, Oyuki retomó de manera paralela a la novela, la publicación de historias cortas de dicha serie en la revista Cobalt, y a finales de ese mismo año se anunció la adaptación de la novela a la televisión japonesa como anime, en una temporada de trece capítulos desde enero del 2004 hasta marzo de 2004, con la ayuda de la empresa Studio DEEN; asimismo, paralelamente en febrero de 2004, se lanzó la adaptación al manga con los dibujos de Satoru Nagasawa.
Dado el éxito de la primera temporada de la serie de anime, y el hecho de que esta temporada solo cubrió hasta el sexto volumen, se decidió lanzar entre julio y septiembre de ese mismo año la segunda temporada de anime para la televisión, con trece capítulos y con el mismo personal que trabajó en la primera temporada; dicha temporada llegaría hasta el volumen once de la novela. Adicionalmente, en     
el año 2004 se empezó a tomar un carácter más comercial a la serie con la publicación de CD dramas de la serie, usando como voces los mismos actores de voz de la serie de anime. También en dicho año se estrenó un omake que apareció en los DVD de la serie de anime llamada Maria-sama ni wa Naisho (マリア様にはないしょ?  No se lo digas a la Virgen María) y que era una parodia animada breve de la serie de anime; adiciona, mente en el 2004 se publicaron las bandas sonoras de las dos temporadas con la ayuda del dúo musical ALI PROJECT.
En 2005 la autora siguió publicando más volúmenes de novelas, más historias cortas, CD dramas y nuevos tomos de manga. En ese año  continuó con la salida de más productos comerciales tales como tres CD de Image Album (canciones inéditas que no salieron como OST) y mercancía variada. A finales de ese año se anunció el Proyecto María 2006, y que abarcaría con la salida de más productos de colección, eventos públicos y la presentación de la tercera temporada de anime en julio del 2006.
Así, a comienzos de 2006, se estrenaron emisiones de radio por Internet, donde las protagonistas son las actores de voz principales de la serie de anime y dichas emisiones eran comentarios acerca de las novedades de la serie y otras situaciones cómicas fuera de la trama principal de la novela. Algunas de estas presentaciones fueron hechas con público en diversos eventos de convención. En agosto de este año, se anunció definitivamente la tercera temporada de anime, en esta ocasión presentada en formato de OVA y que estaría situada históricamente después de la segunda temporada, y con el mismo elenco de actores de voz; esta serie de OVA fue presentada entre noviembre de 2006 y julio de 2007.
Esta serie fue poco conocida fuera de Japón. Sin embargo, la serie de novelas ha sido licenciada y traducida oficialmente en Corea del Sur y Alemania. En mayo de 2006 se anunció oficialmente que la serie de anime había sido licenciada en España para su doblaje, por parte de Jonu Media y salió a la venta en DVD en dicho país en abril de 2008 y fue emitida por el canal Buzz. En América Latina no se ha licenciado esta serie en ninguna forma.
La edición de agosto de 2007 de la revista Cobalt anunció la presentación de la cuarta temporada animada de la serie; sin embargo, no se había revelado inicialmente si iba a ser presentado en la televisión o mediante un OVA. Finalmente, en enero de 2008 se anunció que sería televisada dicha temporada en el mes de enero de 2009.
Paralelamente, desde agosto de 2008, se ha publicado una historia spin-off de la serie original llamada Oshaka-sama mo Miteru (お釈迦様もみてる?   , literalmente "También Buda nos está mirando"), en la que se cuenta la historia de los estudiantes del Colegio Hanadera, un colegio privado para varones que aparecía en la serie original. Su protagonista es Yuki Fukuzawa, hermano de Yumi Fukuzawa, protagonista de la trama principal. Hasta el momento solo se ha publicado un volumen en formato de novela ligera.

## Argumento
Esta serie se centra en las vivencias de las estudiantes del Colegio Privado Lillian para Señoritas, en especial del consejo de estudiantes de dicho colegio, llamado Yamayurikai. Puede considerarse una serie en la que se enfoca a muchos personajes, sobre todo en las relaciones mutuas que tienen éstas, muy emparentada a la relación fraternal, en el desarrollo de la historia. Una peculiaridad es que esta serie usa términos variados del catolicismo, la botánica y el idioma francés; de hecho en la serie es subtitulada al francés como La Vierge Marie vous regarde, (La Virgen María nos está mirando).
La escuela, según la serie, fue fundada en 1901 en la localidad de Musashino, cerca de Tokio. Es considerado como un elegante, pulcro y prestigioso colegio católico dentro de Japón; las estudiantes y graduadas son muy respetadas y tienen buena posición social; el respeto al colegio es tal que generaciones de mujeres de una misma familia han cursado en Lillian. En el colegio se aplica una tradición en preparatoria basada en el sistema de los senpai y kōhai, aunque más formal, llamada "sistema sœur" (sœur, en francés, "hermana"), en la que una estudiante de segundo o tercer año de preparatoria llamada grande sœur (hermana mayor), da su rosario a una estudiante de un año menor llamada petite sœur (hermana menor) (si la "grande sœur" está en segundo año, debe dar su rosario a una estudiante de primer año; si está en tercer año, puede dar su rosario a una estudiante de segundo o primer año).
La historia también ofrece elementos de romance o insinuaciones de romance en el desarrollo de las relaciones sœur de algunas personajes (se ha catalogado esta serie aparte de shōjo como una serie yuri, pero no una relación formalmente lésbica dominado con hechos físicos sino con relaciones platónicas); también el uso persistente de flores, sobre todo de la rosa y el lirio que han influido en la historia; de hecho yuri en japonés significa lirio y el lirio es la flor que representa la Virgen María, ya que el lirio es designado en el catolicismo como símbolo de pureza y virginidad, y se asocia esta pureza con el Yamayurikai y con el Colegio Lillian, del cual toman su nombre del lirio (la primera del japonés y la segunda del latín lilium).
Con estas características combinadas en el argumento hace recordar un poco a otras series antiguas del mismo género como Oniisama e... o Shōjo Kakumei Utena, pero tal vez sin la persistencia de una relación amorosa de hecho como tema central, sin perder la elegancia y la austeridad de la historia y de los personajes.
La serie se desarrolla con hechos muy naturales y casi similares a la vida real, con ambientes y locaciones de la vida real. Igualmente esta serie posee una trama dramática del cual no se espera situaciones irreales o sobrenaturales, como en muchas otras series de anime, en específico del tipo mágico. Adicionalmente la mayoría de los personajes están conectados de algún modo con el colegio (o estudian en dicha escuela o se graduaron de ésta o son parientes de alguna estudiante), dando así a esta locación un punto central de toda la serie.
Hasta ahora, la novela ha abarcado más de dos años desde el ingreso de Yumi Fukuzawa, la protagonista principal, al primer año de preparatoria del Colegio Lillian y su primer contacto con Sachiko Ogasawara, estudiante del segundo año de preparatoria; quien al inicio sólo la admiraba por su popularidad y que después se convertirá en su onee-sama. En esta historia Yumi se adentra al exclusivo y restringido mundo del Yamayurikai y sus integrantes, y posteriormente se convierte en el centro de atención tanto del consejo como del resto del Colegio por su intrincada y común personalidad.

## Términos usados en la novela
Como se había explicado antes, en esta serie se utilizan vocablos especiales, sobre todo algunos tomados del francés:

### Colegio Lillian
El Colegio Privado Lillian para Señoritas (私立リリアン女学園 Shiritsu Ririan Jogakuen?) es el principal escenario de toda la historia. Es un colegio privado católico y donde únicamente estudian mujeres. Fundado, según la novela, en 1901 (año 34 de la Era Meiji) en la localidad de Musashino en Tokio, es un centro educativo completo (es decir, posee desde parvularios hasta una Universidad y ofrece hasta dieciocho años de educación completa) y es administrado por una misión de monjas.
Inicialmente fue un colegio donde estudiaban las hijas de los nobles. En la actualidad es un colegio donde estudian las hijas de las familias adineradas. El colegio modelo en el que pudo haberse inspirado la novela fue el Colegio Musashino para Señoritas (武蔵野女子学院高等学校  Musashino Joshi-Gakuin Kōtōgakkō?); de hecho el Colegio Lillian fue basado en el colegio Musashino Joshi-Gakuin. Sin embargo no tiene las facilidades de ser una escuela católica o de ofrecer una educación continua.
Entre las facilidades del Colegio Lillian, aparte de los salones de clase, existen una iglesia, un invernadero, un dōjō de kendō, un auditorio, un parque, y la Mansión de las Rosas. Es característico que las estudiantes posean una buena conducta y buenos modales; sumado a la sencillez de su uniforme sailor fuku largo de color verde oscuro.

### Sœur
El sistema sœur (スール sūru?, en francés, "hermana") es una tradición aplicada en la preparatoria del Colegio Lillian; es una tradición muy popular y famosa en el colegio, comparable con los senpai y kohai, pero tiene matices más sentimentales a modo de "hermanamiento" entre las estudiantes.
Una estudiante de segundo o tercer año debe escoger a una estudiante de año menor en la preparatoria, con el consentimiento de esta última, para formalizar la relación. La ceremonia se realiza obsequiando el rosario de la grande sœur a su escogida realizando un juramento o promesa; y automáticamente será su petite sœur. La relación durará hasta que la grande sœur se gradúe de la preparatoria o hasta que una de las dos estudiantes se encuentre insatisfecha con su sœur y termine devolviendo el rosario, puede haber reconciliación entre ellas si ocurre el último caso (como con Rei y Yoshino). También puede existir el caso de las estudiantes de segundo año que pueden ser petite sœur de una estudiante de tercer año y ser grande sœur de una estudiante de primer año.
Con este traspaso sucesivo de la relación sœur cada año, mantiene la línea de la tradición a través del tiempo, sobre todo con la sucesión de las Rosas. Mucho se ha dicho de esta relación en la novela, ya que este hermanamiento puede crear una "conexión íntima" entre una estudiante mayor y menor durante su vida escolar, en algunas estudiantes esta relación puede ser una mera formalidad del colegio, en otras una buena amistad y en rarísimas ocasiones, una expresión de amor y noviazgo. Esta tradición no es obligatoria para todas las estudiantes, existen casos de estudiantes que no tienen relación sœur (por ejemplo, Katsura).
No hay que confundir este término con las monjas católicas, que laboran en dicho colegio, llamadas también "hermanas", pero que en japonés son llamadas de otro modo (シスター shisutā; del inglés "sister").

### Términos relacionados al sistema sœur
- Petite sœur (妹, imōto; プティ・スール, peti-sūru). Literalmente, "pequeña hermana" en francés. Son las estudiantes que son escogidas por las grande sœur mediante el rosario, para formar un vínculo sœur entre las dos estudiantes. Generalmente son estudiantes de primer y segundo año de preparatoria. Las petite sœur por lo general deben ser muy obedientes y seguir los pasos de su onee-sama, quien es su guía.
- Onee-sama (お姉さま?). Literalmente, "hermana mayor" en japonés (en una expresión muy formal). Esta expresión se usa para nombrar a la grande sœur de la relación; por la etiqueta del colegio, toda petite sœur debe llamar a su grande sœur con este término. Generalmente son estudiantes de segundo y tercer año de preparatoria.

### Yamayurikai
El Yamayurikai (山百合会?) es el principal consejo estudiantil del colegio Lillian, y goza de gran prestigio; en dicho consejo se toman decisiones importantes acerca de actividades y otros eventos culturales que se realicen en el colegio. Literalmente significa "El Club del Lirio de Montaña", este nombre le fue dado por la canción infantil Maria-sama no Kokoro ("El Corazón de la Virgen María").
Debido a que este consejo (sobre todo las Rosas) tiene en sus manos una gran cantidad de trabajo por realizar, son asignadas funciones especiales de asistencia a las Rosas en Bouton, Rosas en Bouton petite sœur e inclusive amistades íntimas de confianza. El respeto que se tiene dicho consejo es tal que no es permitido la presencia de otras estudiantes en el edificio del consejo sin el consentimiento de las miembros.
La Mansión de las Rosas (薔薇の館 Bara no Yakata?) es el edificio donde se reúne el Yamayurikai, y se encuentra dentro del colegio, que consiste en dos plantas, la segunda planta es en donde se encuentra la sala donde discuten las miembros del consejo. Este lugar también es un escenario importante en la novela.

### Rosa
Una rosa (薔薇さま, bara-sama; ロサ, rosa) es la miembro máximo del Yamayurikai, aunque también se puede generalizar a todas las miembros del Yamayurikai como rosas. Toma las decisiones importantes dentro de este grupo, ya que tiene el mando del consejo estudiantil del colegio y tiene un respetado prestigio dentro de éste, a veces sus decisiones implican desarrollo de actividades y eventos estudiantes oficiales dentro del colegio, su cargo dura un año escolar.
Sólo tres estudiantes del colegio tienen el rango de Rosa, que peculiarmente tienen nombres de especies de rosas de diferentes colores (rojo, blanco y amarillo), según la nomenclatura binominal: Rosa Chinensis (ロサ・キネンシス, Rosa Kinenshisu; 紅薔薇さま, Benibara-sama) que representa a la familia de las rosas rojas, Rosa Gigantea (ロサ・ギガンティア, Rosa Gigantia; 白薔薇さま, Shirobara-sama) que representa a la familia de las rosas blancas; y Rosa Fœtida (ロサ・フェティダ, Rosa Fetida; 黄薔薇さま, Kibara-sama) que representa a la familia de las rosas amarillas.
Este puesto puede ser convocado a una elección estudiantil entre la Rosa en bouton (futura Rosa) y las candidatas rivales que se presenten (puede ser cualquiera estudiante del colegio).

### Rosa en bouton
La rosa en bouton (薔薇のつぼみ, Rosa no tsubomi; ロサ・アン・ブゥトン, rosa an būton; literalmente, brote de rosa) es la petite sœur de una rosa, y toma el nombre de la especie de rosa que tenga su onee-sama, es decir, Rosa Chinensis en bouton (ロサ・キネンシス・アン・ブゥトン, Rosa Kinenshisu an Būton; 紅薔薇のつぼみ Benibara no Tsubomi), Rosa Gigantea en bouton (ロサ・ギガンティア・アン・ブゥトン, Rosa Gigantia an Būton; 白薔薇のつぼみ, Shirobara no Tsubomi) y Rosa Fœtida en bouton (ロサ・フェティダ・アン・ブゥトン Rosa Fetida an Būton; 黄薔薇のつぼみ, Kibara no Tsubomi).
Forma parte del Yamayurikai y probablemente sea una Rosa en el siguiente curso, a menos que alguna estudiante fuera del Yamayurikai quiera aspirar para Rosa mediante votación. Debe ser de un grado escolar inferior al de su onee-sama y por lo general realiza las actividades que decidan las Rosas, como una asistente; también ejerce su cargo por un año escolar.

### Rosa en bouton petite sœur
La rosa en bouton petite sœur (薔薇のつぼみの妹, Rosa no tsubomi no imōto; ロサ・アン・ブゥトン・プティ・スール, rosa an būton puti sūru; literalmente, hermana menor del brote de rosa) es la petite sœur de una rosa en bouton; también toman el nombre de la especie de rosa que tenga su onee-sama, es decir, Rosa Chinensis en bouton petite sœur (ロサ・キネンシス・アン・ブゥトン　プティ・スール, Rosa Kinenshisu an Būton Puti Sūru; 紅薔薇のつぼみの妹, Benibara no Tsubomi no Imōto), Rosa Gigantea en bouton petite sœur (ロサ・ギガンティア・アン・ブゥトン　プティ・スール, Rosa Gigantia an Būton Puti Sūru; 白薔薇のつぼみの妹, Shirobara no Tsubomi no Imōto) y Rosa Fœtida en bouton petite sœur (ロサ・フェティダ・アン・ブゥトン　プティ・スール, Rosa Fetida an Būton Puti Sūru; 黄薔薇のつぼみの妹, Kibara no Tsubomi no Imōto).
Debe ser de un grado escolar inferior al de su onee-sama y realiza actividades menores como asistente de las Rosas en bouton y también se encarga de la limpieza y otros servicios (como servir té y bocadillos) dentro del Yamayurikai. Realizan este cargo por un año escolar y al siguiente año pasa a convertirse automáticamente en rosa en bouton.

### Otros términos
- Gokigen’yō (ごきげんよう?). Es un saludo estrictamente formal y respetuoso en japonés, se usa tanto para saludar como para despedirse. Por costumbre, este saludo es muy usado en el Colegio Lillian y por sus estudiantes; este ha sido una de las frases más distinguibles y populares de la serie, quien la utiliza para comenzar o terminar cada volumen.
- Sama, san, chan (さま、さん、ちゃん?). Sufijos hipocorísticos usados generalmente en el idioma japonés a modo de costumbre. En la novela, el sufijo -sama es usado para nombrar a estudiantes de años superiores o a personas mayores; el sufijo -san es usado para nombrar a estudiantes del mismo año; mientras que -chan es usado para nombrar a estudiantes de años menores. por ejemplo, Yumi siempre se le ve llamando a las personas como "Sei-sama", "Tsutako-san" o "Tōko-chan".[14] Existen pequeñas excepciones a estos sufijos con algunos personajes en particular (por ejemplo, Yoshino siempre llama a Rei como Rei-chan en vez de Rei-sama, porque son primas), pero siempre esta formalidad es aplicada en general.
- Maria-sama (マリア様?). Por extensión se refiere a la misma Virgen María. En el colegio, existe un jardín junto con una estatua de la Virgen, en la cual las estudiantes se detienen a rezar y pedir oración. Este fue la primera escena de la serie y lugar donde Yumi Fukuzawa conoce a Sachiko Ogasawara, protagonistas de la serie.
- Rosario (ロザリオ rozario?). En la novela, aparte de usarse en la oración es el instrumento que certifica la relación sœur en la pareja. Debe ser usado obligatoriamente en la ceremonia de iniciación obsequiando el rosario a la escogida para ser su petite sœur. En el caso de las tres rosas, cada una usa un rosario totalmente distinto y con diferentes ritos de iniciación.
- Colegio Hanadera (花寺学院 Hanadera Gakuin?). Colegio de la misma localidad que Lillian, tiene un sistema integral idéntico, sin embargo es una escuela de tendencia budista y sólo estudian los varones. Posee un consejo estudiantil similar al Yamayurikai y del cual tienen relaciones con éste y en ocasiones celebran algunas actividades culturales en conjunto.
- Lillian Kawaraban (リリアンかわら版 Ririan Kawaraban?). Nombre del departamento de prensa del colegio y que publica un periódico del mismo nombre. Es un periódico algo sensacionalista que se centra en las novedades de las Rosas y de las acciones del Yamayurikai, quienes son consideradas celebridades dentro del colegio. Debido a las constantes intromisiones de su línea editorial, existe una tensa relación entre éste y el Yamayurikai.

## Personajes

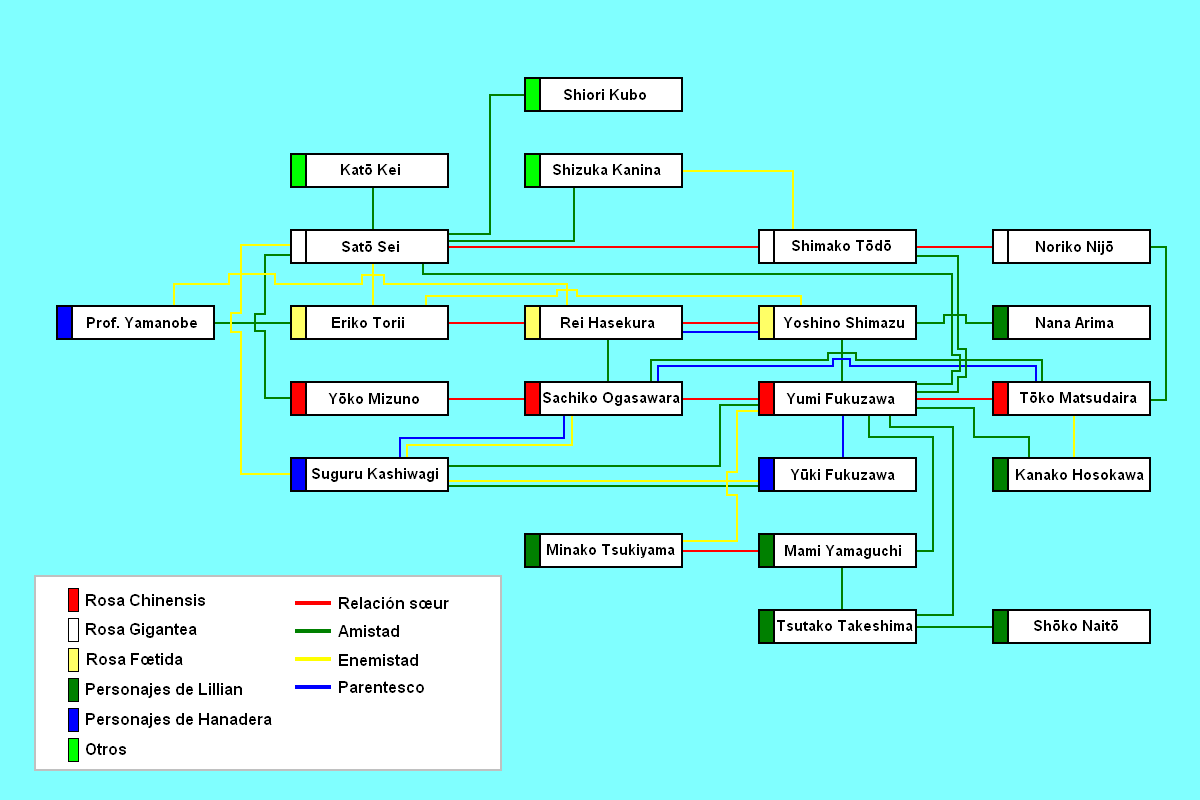
Gráfica con los diversos tipos de relaciones entre los personajes principales de la serie.

### Familia de las rosas rojas (Rosa Chinensis)
- Yumi Fukuzawa (福沢 祐巳 Fukuzawa Yumi?): Es la personaje principal de la serie, es una chica común y corriente; muy tímida e insegura de sí misma; pero se interesa mucho en Sachiko y profesa su admiración, aunque ella se pregunta constantemente por qué Sachiko se interesó en ella para ser su petite sœur. A medida que avanza la serie, Yumi se convierte en el centro de atención de todo el Colegio, y la hace enfrentar con diversas situaciones, que la hacen madurar poco a poco. Actualmente está en la Clase Pino de segundo año y es conocida en la serie por su peinado de colitas con lazos, que la hace ver muy infantil; y por sus exageradas expresiones, habituales en una serie de manga o anime. Tiene un hermano menor. En el anime, la seiyū que representa es Kana Ueda.[15]
- Sachiko Ogasawara (小笠原 祥子 Ogasawara Sachiko?): Es una chica pulcra y elegante, es la hija mayor de una familia de ricos magnates empresariales, posee una personalidad áspera, padece de misandria y está comprometida familiarmente con Suguru Kashiwagi, aunque no le agrada a éste; tampoco no le gusta perder ante cualquiera dificultad, aunque también puede ser dulce.[16] Muy celosa con su petite sœur Yumi y se preocupa bastante de ella, depende sentimentalmente de ella, de hecho con Yumi aprende bastantes cosas que su familia no les permitió aprender. Actualmente está en la Clase Pino de tercer año. En el anime, la seiyū que representa es Miki Itō.[17]
- Yōko Mizuno (水野 蓉子 Mizuno Yōko?): Calmada, carismática y reservada, aunque a veces muestra una sonrisa maliciosa que confunde, es la grande sœur de Sachiko. Ha tenido una relación bastante cariñosa con Sei, del cual se ha especulado que posea sentimientos ocultos hacia ella. Al inicio de la novela estaba en tercer año de la clase Camelia, ahora se graduó y está en el primer año de Leyes. En el anime, su seiyū es Emi Shinohara.[18]
- Tōko Matsudaira (松平 瞳子 Matsudaira Tōko?): Actualmente es estudiante de primer año de Lillian de la clase Camelia (compañera de clase de Noriko y Kanako), pertenece al club de teatro y desde el volumen 31, es la petite sœur de Yumi. Prima segunda de Sachiko y ferviente admiradora de ella, al comienzo se interpone en la relación sœur de Yumi y Sachiko. Tanto Tōko como Yumi al inicio se desagradaban, pero con el tiempo Tōko se interesa en Yumi, hasta que Yumi le pidió ser su petite sœur, pero Tōko la rechazó ya que no sabía cómo corresponder sus sentimientos y trató de evitar a Yumi, sin embargo, ella finalmente le pide a Yumi ser su hermana menor. Tiene una personalidad bastante vanidosa, melodramática y extravagante, y eso causó fricciones y rivalidades con Kanako; posee un peinado bastante peculiar con coletas en forma de taladro, Sei la apodó como "drill mecánico". En el anime su seiyū es Rie Kugimiya.[19]
- Super Rosa Chinensis (先代ロサ・キネンシス Sendai Rosa Kinenshisu): Es la grande sœur de Yōko. Poco se sabe de ella, no se conoce su nombre verdadero, pero tuvo un interés particular en Sachiko cuando ésta se convirtió en petite sœur de Yōko en primer año. Sólo ha aparecido de momento en algunas historias cortas.

### Familia de las rosas blancas (Rosa Gigantea)
- Noriko Nijō (二条 乃梨子 Nijō Noriko?): Actualmente es estudiante de primer año de la clase Camelia. Posee un temperamento aventurero que le permite manifestar sus opiniones sin miedo aunque es noble y menos agresiva que Yoshino, su apariencia es de una chica calmada y dócil y similar a las muñecas japonesas; tiene mucha curiosidad con las estatuas budistas, dando una imagen contraria a la mayoría de las estudiantes que son católicas. Es la petite sœur de Shimako y tiene una admiración profunda hacia ella, que de hecho cuando comenzó a conocerla, Shimako tuvo dificultades entre seguir a Noriko o al Yamayurikai. En el anime, la seiyū que representa es Kaori Shimizu.[20]
- Shimako Tōdō (藤堂 志摩子 Tōdō Shimako?): En la actualidad está en el segundo año de la clase Wisteria. Es pulcra, delicada, tranquila, algo tímida y muy bella; es una de las chicas más enigmáticas y hermosas de la serie, su imagen es similar a las muñecas occidentales; en un principio Sachiko se la quería hacer su petite sœur, sin embargo Shimako la rechazó, y fue Sei quien pudo descubrir algo de la personalidad reservada de Shimako, ya que se identificó con el pasado de Sei, y la aceptó como su petite sœur. Shimako posee una admiración enigmática con los flores de cerezo y recolectar nueces de ginkgo; es hija de un sacerdote budista, aunque no lo practica, por eso decidió entrar a Lillian para conocer más del catolicismo y mantenía en secreto esto hasta que conoció a Noriko, de la que también siente una gran admiración a ella. En el anime la seiyū que la representa es Mamiko Noto.[21]
- Sei Satō (佐藤 聖 Satō Sei?): Su personalidad es totalmente opuesta a la mayoría de las personajes de la serie; es escandalosa, coqueta y divertida, con una apariencia algo varonil, sobre todo se divierte acosando y haciendo bromas a Yumi; a pesar de eso es muy sabia y cuidadosa, y resulta en una gran consejera y confidente con Yumi. Al inicio de la novela cursaba el tercer año de la clase Wisteria, actualmente está en el primer año de Literatura Inglesa y Estadounidense de la Universidad Lillian. Aunque ella tenga un carácter bromista y relajada, en su vida ha pasado muchas tragedias; en kindergarten era discriminada por su apariencia de estadounidense, cuando entró al Yamayurikai era una chica antisocial y en segundo año de preparatoria sufrió un terrible desamor con Shiori Kubo; junto con ésta, son las únicas personajes abiertamente lesbianas en la serie. En el anime, la seiyū es Megumi Toyoguchi.[22]
- Super Rosa Gigantea (先代ロサ・ギガンティア Sendai Rosa Gigantea?): Onee-sama de Sei. Se desconoce su nombre real, escogió a Sei como su petite sœur debido a "su lindo rostro", la apoyó cuando Shiori abandonó a Sei para convertirse en monja. En el anime su seiyū es Minami Takayama.

### Familia de las rosas amarillas (Rosa Fœtida)
- Yoshino Shimazu (島津 由乃 Shimazu Yoshino?): Actualmente está en el segundo año de la clase Pino y es compañera de clase de Yumi. Es una chica bastante independiente, a veces algo testaruda, agresiva y explosiva de carácter, aunque su apariencia física da a indicar que es una chica tierna; anteriormente tenía problemas cardíacos, pero se pudo operar y goza de buena salud, actualmente es estudiante del club de kendō. Aparte tiene una afición con las historietas de lucha y los deportes. Tiene una profunda admiración, aunque a veces se pelea con su grande sœur Rei, que es a su vez su prima y vecina, ya que es muy mimada. De hecho, su personalidad explosiva hizo que en primer año renunciara a ser la sœur de Rei, aunque poco después se reconcilió; ahora siente una atracción con Nana Arima, su potencial petite sœur. Yoshino es conocida por llevar dos largas trenzas que la hacen ver infantil y confunden con su opuesta actitud. Es la mejor amiga de Yumi y en varias ocasiones tanto Yumi como Yoshino se han apoyado mutuamente en diversas ocasiones. En el anime su seiyū es Haruna Ikezawa.[23]
- Rei Hasekura (支倉 令 Hasekura Rei?): Actualmente está en el tercer año de la clase de Flor Nacional. Es la grande sœur, prima y vecina de Yoshino, externamente aparenta ser una marimacha ya que su rostro y peinado son masculinos y tiene un físico muy atlético. Es experta con el kendo y capitana de la selección colegial, pero su personalidad refleja ser una chica muy cariñosa sobre todo con Yoshino que la sobreprotege demasiado y su vida se centra sobre ella; también es aficionada a la gastronomía, costura y leer historias shōjo. En el anime su seiyū es Shizuka Ito.[24]
- Eriko Torii (鳥居 江利子 Torii Eriko?): Es la grande sœur de Rei, muy enigmática y extraña con sus pensamientos (a veces puede salir con algún sin sentido) y es una de las más respetadas del Yamayurikai; sin embargo es la menos conocida de las tres Rosas. Se le caracteriza por tener una cara de aburrida y poseer una amplia frente, situación problemática en que Sei se burló de ella cuando era niña, y que posteriormente se agrega una banda para disimularlo. Eligió a Rei como su petite sœur solamente porque su cuerpo tenía un tamaño inusual y está enamorada del profesor Yamanobe por su excentricidad. Siempre ha tenido fricciones fuertes con Yoshino porque cree que ella le quita tiempo a Rei, del cual tiene mucho cariño; así que no se ha inmiscuido tanto en esa relación y por ende ha hecho que su familia sea la más liberal de las tres Rosas. Al inicio de la historia, estaba en el tercer año de la clase Flor Nacional, actualmente está estudiando el primer año en artes. Tiene cuatro hermanos mayores, por ende es muy consentida en su familia. En el anime su seiyū es Hitomi Nabatame.[25]
- Super Rosa Fœtida (先代ロサ・ギガンティア Sendai Rosa Fetida): Onee-sama de Eriko. No se conoce su nombre real, su única mención en la serie es en la historia corta Kiiroi Ito.

### Otras personajes del colegio Lillian

#### De la generación de Sachiko
- Minako Tsukiyama (築山 美奈子 Tsukiyama Minako?): Actualmente es estudiante de tercer año. Redactora jefe y presidente del periódico escolar, el Lillian Kawaraban. Demasiado dedicada con su trabajo, presume su labor de presidente y fue la que ideó el concurso de citas con las Rosas en bouton durante el festival de San Valentín; algunas veces incomoda a Yumi con su personalidad vanidosa. En el anime su seiyū es Yuko Kaida.[26]
- Shizuka Kanina (蟹名 静 Kanina Shizuka?): Antigua estudiante de Lillian. Conocida también como Rosa Canina, es la cantante principal del coro escolar y posee una voz admirable. Originalmente admiró a Sei, pero después siente admiración con Shimako, quien era su antigua rival para el puesto de Rosa Gigantea y en la que no pudo ganar la elección. Tuvo que dejar Lillian al finalizar su segundo año en la clase Wisteria para proseguir su carrera de cantante en Italia. Su seiyū es Rino.[27]
- Shiori Kubo (久保 栞 Kubo Shiori?): Antigua compañera de clase de Sachiko. Sus padres fallecieron trágicamente cuando era niña. en su primer año conoce a Sei del cual se involucran en una relación muy íntima y amorosa (de hecho la única relación lésbica mostrada en la serie). Tuvo que dejar Lillian y a Sei poco después para lograr su sueño de ser monja. En el anime su seiyū es Akiko Nakagawa.[28]
- Mifuyu Uzawa (鵜沢美冬 Uzawa Mifuyu?): Estudiante de tercer año en Lillian, tenía una admiración grande por Sachiko desde pequeña y rivalizó con Yumi por obtener una cita con Sachiko; sin embargo en segundo año, ésta se da de cuenta que Sachiko quiere a Yumi y desiste de sus intenciones. Sachiko nunca se dio cuenta de los sentimientos de Mifuyu, hasta el punto de no reconocerla. En el anime su seiyū es Yuki Masuda.

#### De la generación de Yumi
- Tsutako Takeshima (武嶋 蔦子 Takeshima Tsutako?): Estudiante de segundo año de la clase Pino, compañera de clase de Yumi y fotógrafa del periódico escolar. Es una meganekko muy astuta y sagaz, sabe mucho acerca de los sucesos del colegio, siempre lleva una cámara fotográfica colgando de su cuello, excepto en horas de clase. Siempre toma fotos de las estudiantes del colegio de manera secreta para captar de mejor manera la expresividad de las fotos, pero cuando las pública al periódico pide permiso a las personas que son fotografiadas, de lo contrario las quema, incluyendo sus negativos.[29] Su seiyū es Rina Satō.[30]
- Mami Yamaguchi (山口 真美 Yamaguchi Mami?): Estudiante de segundo año de la clase Pino. Compañera de clase de Tsutako y Yumi, es la periodista del periódico escolar y petite sœur de Minako, y a veces se convierte en la conciencia de Minako; al igual que ella, siempre está buscando cualquiera novedad en el colegio y siempre le acompaña su cuaderno de notas y su bolígrafo para apuntar toda la información que encuentre. En el anime su seiyū es Chiwa Saitō.[31]
- Katsura (桂?): Compañera de clase de Yumi en el primer año, muy poco se sabe de ella, tanto que no se sabe su apellido. Es una personaje que aparece muy poco en la historia, no tiene una relación sœur y pertenece al club de tenis. En el anime su seiyū es Noriko Shitaya.
- Chisato Tanuma (田沼 ちさと Tanuma Chisato?): Estudiante fanática de Rei, logra tener una cita especial con ella, pero se da cuenta de que Rei tiene mayor interés en Yoshino. Pertenece al club de kendo. Su seiyū en el anime es Mikako Takahashi.

#### De la generación posterior a Yumi
- Kanako Hosokawa (細川 可南子 Hosokawa Kanako?): Primer año de Lillian de la clase Camelia. Compañera de clase de Tōko, quien era su rival y enemiga. Su cuerpo tiene un tamaño inusualmente grande para una chica japonesa: 1,79 m. Tiene una personalidad muy extraña ya que a pesar de ser tímida y no sociable con las demás estudiantes; idealizaba e idolatraba a Yumi, incomodándola a veces ya que siempre la seguía o deseaba tener una foto con ella; la razón de su obsesión era que padecía de androfobia y odiaba a su propio padre, aunque Yumi logra reconciliarlos y con el tiempo Kanako se compone y desiste de su obsesión con Yumi. Es apodada a veces como denpa (su cabello se asemeja a ondas de radio) o dekai (por su tamaño). Pertenece al club de baloncesto. En el anime su seiyū es Ami Koshimizu.[32]
- Shōko Naitō (内藤 笙子 Naitō Shōko): Estudiante de primer año y hermana menor de Katsumi Naitō; tiene bastante interés en Tsutako, ya que admiraba la forma en que se tomaban las fotografías del colegio. Existe la posibilidad de que haya una relación sœur entre ellas. Pertenece al departamento de fotografía del periódico escolar.[33]
- Hidemi Takachi (高知 日出実 Takachi Hidemi): Estudiante de primer año y nueva miembro del periódico escolar; es la petite sœur de Mami.

#### Otros
- Nana Arima (有馬 菜々 Arima Nana): Estudiante del tercer año de la Secundaria Lillian. Es la menor de las cuatro hermanas Tanaka, practicantes del kendo y rivales de Rei. Por deseo de su abuelo, entra a Lillian a diferencia de sus hermanas mayores, que están en el Colegio Ōnaka. Yoshino le aplicó por accidente el rito de petite sœur, ya que ni siquiera la conocía y no sabía que estaba aún en secundaria, sin embargo Eriko piensa que ella es su petite sœur por ley; a pesar de eso cuando Yoshino la conoce más a fondo, siente que Nana es una fuerte candidata a ser su petite sœur oficial. Su apariencia es casi la misma que la de Eriko (cabello corto y frente muy amplia).[34]
- Kei Katō (加東景 Katō Kei?): Estudiante de primer año de la Universidad Lillian. Su nombre es similar al de Sei Satō, de hecho es su compañera de clase y se hace amiga de ella cuando Sei ayuda a Yumi en el volumen de Rainy Blue. Su madre falleció a los tres años y se alejó de su padre para vivir en un dormitorio administrado por Yumiko Ikegami. En el anime su seiyū es Mitsuki Saiga.[35]
- Saori Uemura (上村沙織 Uemura Saori?): Directora del colegio Lillian. Es una monja y es conocida como "Hermana Uemura" (シスター･上村  Shisutā Uemura?). Estuvo muy involucrada con el caso de la aparición del libro "El Bosque de Espinas" (いばらの森 Ibara no Mori?) cuya historia tenía semblanzas con la relación entre Sei y Shiori. En el anime su seiyū es Miyoko Asō.
- Profesora Yamamura (山村 先生 Yamamura-sensei?). Profesora de Yumi y Shimako durante el primer año de estas. Es graduada de Lillian y es la encargada del club de kendo. Su seiyū es Sayaka Ōhara.
- Maki Katori (鹿取真紀, Katori Maki). Profesora de Yumi y Yoshino durante el segundo año de estas. Graduada de Lillian.
- Eiko Hoshina (保科栄子 Hoshina Eiko?). Enfermera del colegio y graduada de Lillian. Su seiyū es Atsuko Yuya.
- Seiko Kasuga (春日 せい子 Kasuga Seiko?). Graduada de Lillian, escribió libro "El Bosque de las Espinas" bajo el seudónimo de Sei Kasuga (須賀 星 Kasuga Sei?), por lo que fue confundida con Sei Satō. En el anime su seiyū es Tomoko Miyadera.
- Sayako Ogasawara (小笠原 清子 Ogasawara Sayako?). Madre de Sachiko, graduada de Lillian; tiene una buena habilidad para cocinar, pero demora un día haciéndolo. En el anime su seiyū es Keiko Aizawa.
- Miki Fukuzawa (福沢 みき Fukuzawa Miki?). Madre de Yumi y Yuki, graduada de Lillian. Su seiyū es Ai Satō.
- Yumiko Ikegami (池上 弓子 Ikegami Yumiko?). Dueña de la casa donde se hospeda Kei; es graduada de Lilliam y tuvo una relación muy estrecha con la abuela de Sachiko. Su seiyū es Gara Takashima.
- Goronta (ゴロンタ?): Gata vagabunda que merodea el Colegio Lillian. Sei la rescata de un ataque con un cuervo. Cada clase del colegio la llama de un modo diferente: Sei la llama Goronta, Sachiko la llama Meri y Yumi la llama Ranchi.

### Personajes del colegio Hanadera
- Suguru Kashiwagi (柏木 優 Kashiwagi Suguru?): Primo de Sachiko; por ser heredero de la compañía Ogasawara le fue arreglado su compromiso con ella, aunque Sachiko lo detesta y niega que sea su prometido. Es arrogante, a pesar de que estima a Yumi por su personalidad, ésta lo odia, junto otras estudiantes de Lillian, sobre todo con Sei; aunque tiene buen prestigio en el colegio Hanadera ya que fue presidente del Consejo Estudiantil. En el anime su seiyū es Nobuyuki Hiyama.[36]
- Yūki Fukuzawa (福沢 祐麒 Fukuzawa Yūki?): Es el hermano de Yumi, muy cariñoso con ella y trata de ayudarle en todo lo que puede. Tiene buenas relaciones con las estudiantes de Lillian y es algo popular. Al principio de la serie no simpatizaba con Suguru, pero este lo invita a quedarse en año nuevo en su casa; posteriormente Suguru comienza a incomodarlo apodándolo como Yukichi, hasta el punto de odiar a Suguru. Ahora es el presidente del Consejo Estudiantil de Hanadera, debido a su personalidad neutral. En el anime su seiyū es Mitsuhiro Ichiki.[37]
- Profesor Yamanobe (山辺 先生 Yamanobe-sensei?): Profesor de Ciencias de Hanadera. Es un amante de los dinosaurios. Divorciado y algo excéntrico, tiene una relación amorosa con Eriko y le pidió casarse con ella, a pesar de que es diez años más joven. En el anime su seiyū es Eiji Itō.[38]
- Kintarō Arisugawa (有栖川 金太郎 Arisugawa Kintarō?): Secretario del consejo estudiantil del colegio, su rostro se asemeja al de una mujer. Su seiyu es Junko Minagawa.
- Masamune Kobayashi (小林 正念 Kobayashi Masamune?): Tesorero del consejo estudiantil del colegio. Su seiyu es Chihiro Suzuki.
- Magane Takada (高田 鉄 Takada Magane?): Vicepresidente del consejo estudiantil del colegio. Su seiyu es Kenta Miyake.
- Akimitsu Yakushiji (薬師寺 昌光 Yakushiji Akimitsu?) y Tomomitsu Yakushiji (薬師寺 朋光 Yakushiji Tomomitsu?): Hermanos gemelos, asesores del consejo estudiantil. El seiyu para ambos personajes es Tomokazu Sugita.

### Otros personajes
- Yukari Saionji (西園寺 ゆかり Saionji Yukari?): Conocida de Sachiko e hija de una familia adinerada. Intentó fallidamente ridiculizar a Yumi en la fiesta de cumpleaños de su bisabuela solo por celos. En el anime, su seiyu es Masumi Asano.
- Kikuyo Ayanokōji (綾小路 菊代 Ayanokōji Kikuyo?): Conocida de Sachiko e hija de una familia adinerada. También participó en el complot contra Yumi. En el anime, su seiyu es Yū Kobayashi.
- Kieko Kyōgoku (京極 貴恵子 Kyōgoku Kieko?): Conocida de Sachiko e hija de una familia adinerada. También participó en el complot contra Yumi. En el anime, su seiyu es Asuka Tanii.

## Composición del Yamayurikai
Cada año, elel Yamayurikai renueva los puestos durante el inicio de cada año escolar y termina con la graduación de las Rosas; aunque puede haber excepciones especiales como la terminación de una relación sœur. A continuación se muestran los cargos a partir del comienzo de la historia.

### Año 1
En el primer año de la historia (del volumen 1 al 19), la composición del consejo era la siguiente:
|                              | Fœtida                     | Chinensis                   | Gigantea                |
| ---------------------------- | -------------------------- | --------------------------- | ----------------------- |
| Rosa ~                       | Eriko Torii (3.er año)     | Yōko Mizuno (3.er año)      | Sei Satō (3.er año)     |
| Rosa ~ en bouton             | Rei Hasekura (2.º año)     | Sachiko Ogasawara (2.º año) | Shimako Tōdō (1.er año) |
| Rosa ~ en bouton petite sœur | Yoshino Shimazu (1.er año) | Yumi Fukuzawa (1.er año)    | ninguno¹                |

Nota:
¹ Debido a que Sei no escogió petite sœur en el año anterior debido al problema con Shiori Kubō, tuvo que esperar el año siguiente para elegir a Shimako, que estaba en primer año.

### Año 2
En el segundo año ahora que Yōko, Sei y Eriko se graduaron, el consejo está formado de la siguiente manera (del volumen 19 al 35):
|                              | Fœtida                               | Chinensis                    | Gigantea³              |
| ---------------------------- | ------------------------------------ | ---------------------------- | ---------------------- |
| Rosa ~                       | Rei Hasekura (3.er año)              | Sachiko Ogasawara (3.er año) | Shimako Tōdō (2.º año) |
| Rosa ~ en bouton             | Yoshino Shimazu (2.º año)            | Yumi Fukuzawa (2.º año)      | Noriko Nijō (1.er año) |
| Rosa ~ en bouton petite sœur | Nana Arima (3.er año de secundaria)¹ | Tōko Matsudaira (1.er año)²  | ninguno                |

Notas:
¹ Fue escogida como petite sœur por accidente, cuando Yoshino pensó que estaba en la preparatoria, pero aún cursa el tercer año de secundaria, y deberá al menos llegar a primer año de preparatoria para estar en el Yamayurikai.
² Hasta el volumen 31 de la novela, Bara no Hana Kanmuri, Yumi no poseía petite sœur y existió una disputa entre Kanako Hosokawa y Tōko Matsudaira. En ese volumen, Tōko le pide a Yumi el rosario y se convierte en su petite sœur.
³ Debido al problema de Sei, aún seguía abolido el cargo de Rosa Gigantea en bouton petite sœur en este año, ya en el año siguiente se restaura el cargo porque Noriko estará en 2.º año. Esto quiere decir que tanto Shimako como Noriko son Rosa Gigantea y Rosa Gigantea en bouton por dos años, en vez de un año tradicionalmente.

### Año 3
En el tercer año Sachiko y Rei se gradúan (volumen 35), por lo que el Yamayurikai se compone de la siguiente manera:
|                              | Fœtida                     | Chinensis                 | Gigantea                |
| ---------------------------- | -------------------------- | ------------------------- | ----------------------- |
| Rosa ~                       | Yoshino Shimazu (3.er año) | Yumi Fukuzawa (3.er año)  | Shimako Tōdō (3.er año) |
| Rosa ~ en bouton             | Nana Arima (1.er año)      | Tōko Matsudaira (2.º año) | Noriko Nijō (2.º año)   |
| Rosa ~ en bouton petite sœur | -                          |                           |                         |

## Contenido de la obra

### Novelas
Estas novelas son presentadas como volúmenes separados y son publicados bajo el patrocinio de la Revista Cobalt.
1. Maria-sama ga Miteru - (マリア様がみてる, 10 de mayo de 1998) - [256 páginas, ISBN 4-08-614459-X][39]
2. Maria-sama ga Miteru - Kibara Kakumei - (マリア様がみてる 黄薔薇革命, 3 de febrero de 1999) - [224 páginas, ISBN 4-08-614554-5][40]
3. Maria-sama ga Miteru - Ibara no Mori - (マリア様がみてる いばらの森, 27 de abril de 1999) - [288 páginas, ISBN 4-08-614591-X][41]
Capítulo 1: Ibara no Mori (いばらの森)
Capítulo 2: Shiroki Hanabira (白き花びら)
4. Maria-sama ga Miteru - Rosa Kanīna [Rosa Canina] - (マリア様がみてる　ロサ・カニーナ, 1 de diciembre de 1999) - [256 páginas, ISBN 4-08-614661-4][42]
Capítulo 1: Rosa Kanīna (ロサ・カニーナ)
Capítulo 2: Nagaki Yono (長き夜の)
5. Maria-sama ga Miteru - Varentinusu no Okurimono (Parte I) - (マリア様がみてる　ウァレンティーヌスの贈り物（前編）, 3 de marzo de 2000) - [256 páginas, ISBN 4-08-614695-9][43]
Capítulo 1: Bikkuri Chokorēto (びっくりチョコレート)
Capítulo 2: Kibara Kōsaku (黄薔薇交錯)
6. Maria-sama ga Miteru - Varentinusu no Okurimono (Parte II) - (マリア様がみてる　ウァレンティーヌスの贈り物（後編）, 25 de abril de 2000) - [256 páginas, ISBN 4-08-614715-7][44]
Capítulo 1: Fāsuto Dēto Toraianguru (ファースト デート トライアングル)
Capítulo 2: Akai Kādo(紅いカード)
Capítulo 3: Rosa Kinenshisu, Jinsei Sairyō no Hi (紅薔薇さま、人生最良の日)
7. Maria-sama ga Miteru - Itoshiki Toshitsuki (Parte I) - (マリア様がみてる　いとしき歳月（前編）, 2 de febrero de 2001) - [224 páginas, ISBN 4-08-614817-X][45]
Capítulo 1: Kibara Masshigura (黄薔薇まっしぐら)
Capítulo 2: Ito Sewashi Hibi (いと忙し日々)
Capítulo 3: Issun Ippuku (一寸一服)
8. Maria-sama ga Miteru - Itoshiki Toshitsuki (Parte II) - (マリア様がみてる　いとしき歳月（後編）, 3 de abril de 2001) - [224 páginas, ISBN 4-08-614841-2][46]
Capítulo 1: Will
Capítulo 2: Itsushika Toshimo (いつしか年も)
Capítulo 3: Kata te dake tsunaide (片手だけつないで)
9. Maria-sama ga Miteru - Cherī Burossamu [Cherry Blossom] - (マリア様がみてる　チェリーブロッサム, 27 de julio de 2001) - [256 páginas, ISBN 4-08-614895-1][47]
Capítulo 1: Ichō no Naka no Sakura (銀杏の中の桜)
Capítulo 2: BGN (バックグラウンドノイズ Bakkuguraundo Noisu [Background Noise])
10. Maria-sama ga Miteru - Reinī Burū [Rainy Blue] - (マリア様がみてる　レイニーブルー, 29 de marzo de 2002) - [224 páginas, ISBN 4-08-600078-4][48]
Capítulo 1: Rozario no Shizuku (ロザリオの滴)
Capítulo 2: Kibara Chūihō (黄色薔薇注意報)
Capítulo 3: Reinī Burū (レイニーブルー)
11. Maria-sama ga Miteru - Parasoru o Sashite - (マリア様がみてる　パラソルをさして, 1 de julio de 2002) - [224 páginas, ISBN 4-08-600136-5][49]
12. Maria-sama ga Miteru - Kohitsuji-tachi no Kyūka - (マリア様がみてる　子羊たちの休暇, 25 de diciembre de 2002) - [224 páginas, ISBN 4-08-600210-8][50]
13. Maria-sama ga Miteru - Manatsu no ichi pēji - (マリア様がみてる　真夏の一ページ, 28 de marzo de 2003) - [224 páginas, ISBN 4-08-600243-4][51]
Capítulo 1: Ryaku-shite OK Daisakusen (kari) (略してOK大作戦（仮）)
Capítulo 2: Ojiichan to Issho (おじいさんと一緒)
Capítulo 3: Kibara☆Enikki (黄薔薇☆絵日記)
14. Maria-sama ga Miteru - Suzukaze Satsu-satsu - (マリア様がみてる　涼風さつさつ, 1 de julio de 2003) - [240 páginas, ISBN 4-08-600284-1][52]
15. Maria-sama ga Miteru - Redi, GO! [Ready, GO!] - (マリア様がみてる　レディ、GO！, 31 de octubre de 2003) - [224 páginas, ISBN 4-08-600337-6][53]
16. Maria-sama ga Miteru - Baraeti Gifuto [Variety Gift] - (マリア様がみてる　バラエティギフト, 25 de diciembre de 2003) - [208 páginas, ISBN 4-08-600360-0][54]
Capítulos intermedios - Baraeti Gifuto I, II, III, IV
Capítulo 1: Kōtansai no Kiseki (降誕祭の奇跡)
Capítulo 2: Chokore to Pōtorēto (ショコラとポートレート)
Capítulo 3: Hitsuji ga Ippiki Saku Koete (羊が一匹さく越えて)
Capítulo 4: Doku-iri Ringo (毒入りリンゴ)
17. Maria-sama ga Miteru - Chao Sorerra! [Ciao Sorella!] - (マリア様がみてる　チャオ　ソレッラ！, 31 de marzo de 2004) - [208 páginas, ISBN 4-08-600399-6][55]
Capítulo 1: Chao Sorerra! (チャオ　ソレッラ！)
Capítulo 2: Rosa Kinenshisu an būton no Fuzai (紅薔薇のつぼみの不在)
18. Maria-sama ga Miteru - Puremiamu Bukku [Premium Book] - (マリア様がみてる　プレミアムブック, 27 de julio de 2004) - [155 páginas, ISBN 4-08-600455-0][56]
Capítulo 1: Maria-sama ga Miteru Anime Shōkai
Capítulo 2: Dezain Nōto - Kyara Shōkai & Settei Shiryōshū
Capítulo 3: Bara Soeuru ga erabu Besuto Shotto
Capítulo 4: Yamayurikai Totsugeki Intabyu! (Estudiantes de tercer año)
Capítulo 5: Yamayurikai Totsugeki Intabyu! (Estudiantes de segundo año)
Capítulo 6: Yamayurikai Totsugeki Intabyu! (Estudiantes de primer año)
Capítulo 7: Manga-ban Maria-sama ga Miteru "Matsuri no Mae"
Capítulo 8: Hibiki Reine no Afureko Totsugeki Repōto
Capítulo 9: Maria-sama ga Miteru Answer
19. Maria-sama ga Miteru - Tokubetsu denai Tada no Ichinichi - (マリア様がみてる　特別でないただの一日, 1 de octubre de 2004) - [209 páginas, ISBN 4-08-600484-4][57]
Capítulo 1: Shokku
Capítulo 2: Chenjisuru?
Capítulo 3: Dōkanaru Dōsuru
Capítulo 4: Aa, Kanchigai
Capítulo 5: Doramatikkusu
20. Maria-sama ga Miteru - In Raiburarī [In Library] - (マリア様がみてる　インライブラリー, 25 de diciembre de 2004) - [209 páginas, ISBN 4-08-600527-1][58]
Capítulos intermedios - In Raiburarii I, II, III, IV, V, VI
Capítulo 1: Shizukanaru Yoru no Maboroshi (静かなる夜のまぼろし)
Capítulo 2: Joana (ジョアナ)
Capítulo 3: Chokorēto Kōto (チョコレートコート)
Capítulo 4: Sakuragumi Densetsu (桜組伝説)
Capítulo 5: Toshokan no Hon (図書館の本)
21. Maria-sama ga Miteru - Imōto (Sūru) Ōdishon [Sœur Audition] - (マリア様がみてる 妹オーディション, 1 de abril de 2005) - [225 páginas, ISBN 4-08-600568-9][59]
Capítulo 1: Zekahika Ōdishon
Capítulo 2: Maria-sama no Hoshi
Capítulo 3: Yōkoso Sawakaihe
Capítulo 4: Chūkan Hōkoku
Capítulo 5: Batoru Honban
Capítulo 6: Shūkaku
22. Maria-sama ga Miteru - Bara no Mirufīyu [Bara no Mille-feuille] - (マリア様がみてる 薔薇のミルフィーユ, 1 de julio de 2005) - [209 páginas, ISBN 4-08-600609-X]
Capítulo 1: Kibara Panikku (黄薔薇パニック)
Capítulo 2: Shirobara no Motsushii (白薔薇の物思い)
Capítulo 3: Benibara no Tame Iki (紅薔薇のため息)
23. Maria-sama ga Miteru - Mirai no Hakuchizu - (マリア様がみてる　未来の白地図, 22 de diciembre de 2005) - [225 páginas, ISBN 4-08-600704-5]
Capítulo 1: Mirai no Hakuchizu (未来の白地図)
Capítulo 2: Bara no Daiarōgu (薔薇のダイアローグ)
24. Maria-sama ga Miteru - Kumori Garasu no Mukōgawa - (マリア様がみてる　くもりガラスの向こう側, 31 de marzo de 2006) - [209 páginas, ISBN 4-08-600743-6]
25. Maria-sama ga Miteru - Kamen no Akutoresu [Kamen no Actress] - (マリア様がみてる　仮面のアクトレス, 30 de junio de 2006) - [209 páginas, ISBN 4-08-600784-3]
Capítulo 1: Kibara, Shinkenshōbu (黄薔薇、真剣勝負)
Capítulo 2: Kamen no Akutoresu (仮面のアクトレス)
Capítulo 3: Sugao no Hitotoki (素顔のひととき)
26. Maria-sama ga Miteru - Irasuto Korekushon [Illustration Collection] - (マリア様がみてる　イラストコレクション, 28 de julio de 2006) - [161 páginas, ISBN 4-08-600797-5]
27. Maria-sama ga Miteru - Ōkina Tobira Chiisana Kagi - (マリア様がみてる　大きな扉 小さな鍵, 3 de octubre de 2006) - [209 páginas, ISBN 4-08-600823-8]
Capítulo 1: Kī Horudā (キーホルダー)
Capítulo 2: Hāto no Kagiana (ハートの鍵穴)
28. Maria-sama ga Miteru - Kurisukurosu [Crisscross] - (マリア様がみてる　クリスクロス, 22 de diciembre de 2006) - [209 páginas, ISBN 4-08-600859-9]
Capítulo 1: Kurisu Kurosu (クリスクロス)
Capítulo 2: Chizu Sanpo (地図散歩)
29. Maria-sama ga Miteru - Anata wo Sagashini - (マリア様がみてる　あなたを探しに, 30 de marzo de 2007) - [209 páginas, ISBN 978-4-08-600895-2]
30. Maria-sama ga Miteru - Furēmu obu maindo [Frame of Mind] - (マリア様がみてる フレーム オブ マインド, 28 de junio de 2007) - [256 páginas, ISBN 978-4-08-601034-8]
Capítulos intermedios - Frame of Mind I, II, III, IV, V, VI, VII, VIII, IX y X
Capítulo 1: Hikari no Tsubomi (光のつぼみ)
Capítulo 2: A Roll of Film
31. Maria-sama ga Miteru - Bara no Hana Kanmuri - (『マリア様がみてる　薔薇の花かんむり』, 2 de octubre de 2007) - [ISBN 978-4-08-601075-7]
32. Maria-sama ga Miteru - Kirakira Mawaru - (『マリア様がみてる キラキラまわる』, 26 de diciembre de 2007) - [ISBN 978-4-08-601110-5]
33. Maria-sama ga Miteru - Māgaretto ni Ribon [Margaret ni Ribbon] - (マリア様がみてる マーガレットにリボン, 1 de abril de 2008) - [ISBN 978-4-08-601144-0]
Capítulos intermedios - Margaret ni Ribbon I, II, III, IV, V, VI, VII, VIII y IX
Capítulo 1: Debyū [Debut] (デビュー)
Capítulo 2: Raibaru ga ii no (ライバルがいいの)
Capítulo 3: Firenze Senbei o Kai ni (フィレンツェ煎餅を買いに)
Capítulo 4: "San" Tsuke Mondai (「さん」付け問題)
Capítulo 5: Boku no Kyōdai (僕の兄妹)
Capítulo 6: Yumi-chan Enikki - Mirai-hen (1) (ユミちゃん絵日記・未来編（1）)
Capítulo 7: Yumi-chan Enikki - Mirai-hen (2) (ユミちゃん絵日記・未来編（2）)
Capítulo 8: Aoi Kasa no Omoide (青い傘の思い出)
34. Maria-sama ga Miteru - Sotsugyō Mae Shōkei - (マリア様がみてる 卒業前小景, 1 de octubre de 2008) - [ISBN 978-4-08-601214-0]
35. Maria-sama ga Miteru - Harō Gubbai [Hello, Goodbye] - (マリア様がみてる ハロー グッバイ, 26 de diciembre de 2008) - [ISBN 978-4-08-601244-7]
36. Maria-sama ga Miteru - Ritoru Horāzu [Little Horrors] - (マリア様がみてる リトル ホラーズ, 10 de julio de 2009) - [ISBN 978-4-08-601305-5]
Capítulos intermedios - Little Horrors I, II, III, IV, V y VI
Capítulo 1: Honto no Uso (ホントの嘘)
Capítulo 2: Omake - Little Panic (おまけ・リトル パニック)
37. Maria-sama ga Miteru - Watashi no Su [My Nest] - (マリア様がみてる 私の巣（マイネスト）, 10 de enero de 2010) - [ISBN 978-4-08-601363-5]

### Historias cortas
Estas historias inéditas breves de algunas páginas hechas por Oyuki Konno, son publicadas en la edición bimensual de la Revista Cobalt de la Editorial Shueisha.
1. Maria-sama ga Miteru - (マリア様がみてる, febrero de 1997)
Publicado posteriormente bajo el título de Cherry Blosom, en el volumen 9 de la novela.
2. Maria-sama ga Miteru - Chokore to Pōtorēto - (マリア様がみてる　ショコラとポートレート, febrero de 2003)
Publicado posteriormente en el volumen 16 de la novela, Variety Gift.
3. Maria-sama ga Miteru - Hitsuji ga Ippiki Saku Koete - (マリア様がみてる　羊が一匹さく越えて, abril de 2003)
Publicado posteriormente en el volumen 16 de la novela, Variety Gift.
4. Maria-sama ga Miteru - Kōtansai no Kiseki - (マリア様がみてる　降誕祭の奇跡, diciembre de 2003)
Publicado posteriormente en el volumen 16 de la novela, Variety Gift.
5. Maria-sama ga Miteru - Chokorēto Kōto - (マリア様がみてる　チョコレートコート, febrero de 2004)
Publicado posteriormente en el volumen 19 de la novela, In Library.
6. Maria-sama ga Miteru - Sakuragumi Densetsu - (マリア様がみてる　桜組伝説, abril de 2004)
Publicado posteriormente en el volumen 19 de la novela, In Library.
7. Maria-sama ga Miteru - Toshokan no Hon - (マリア様がみてる　図書館の本, agosto de 2004)
Publicado posteriormente en el volumen 19 de la novela, In Library.
8. Maria-sama ga Miteru - Shizukanaru Yoru no Maboroshi - (マリア様がみてる　静かなる夜のまぼろし, diciembre de 2004).
Publicado posteriormente en el volumen 19 de la novela, In Library.
9. Maria-sama ga Miteru - Bukiyō Hime - (マリア様がみてる　不器用姫, abril de 2005).
Publicado posteriormente en el volumen 30 de la novela, Frame of Mind.
10. Maria-sama ga Miteru - Onshitsu no Yōsei - (マリア様がみてる　温室の妖精, agosto de 2005).
Publicado posteriormente en el volumen 30 de la novela, Frame of Mind.
11. Maria-sama ga Miteru - Mitsuba no Kurōbā - (マリア様がみてる 三つ葉のクローバー, febrero de 2006).
Publicado posteriormente en el volumen 30 de la novela, Frame of Mind.
12. Maria-sama ga Miteru - Kiiroi Ito - (マリア様がみてる 黄色い糸, abril de 2006).
Publicado posteriormente en el volumen 30 de la novela, Frame of Mind.
13. Maria-sama ga Miteru - Dopperu Kaidan - (マリア様がみてる　ドッペルかいだん, agosto de 2006).
Publicado posteriormente en el volumen 30 de la novela, Frame of Mind.
14. Maria-sama ga Miteru - Kareki ni Gasuiki - (マリア様がみてる　枯れ木に芽吹き, diciembre de 2006).
Publicado posteriormente en el volumen 30 de la novela, Frame of Mind.
15. Maria-sama ga Miteru - Shigatsu no Dejabu - (マリア様がみてる　四月のデジャブ, abril de 2007).
Publicado posteriormente en el volumen 30 de la novela, Frame of Mind.
16. Maria-sama ga Miteru - Watashi no Su [My Nest] - (マリア様がみてる　私の巣, agosto de 2007).
Publicado posteriormente en el volumen 37 de la novela, My Nest.
17. Maria-sama ga Miteru - Wan Pea [One Pair] (primera parte) - (マリア様がみてる ワンペア（前編）, febrero de 2008).
Publicado posteriormente en el volumen 36 de la novela, Little Horrors.
18. Maria-sama ga Miteru - Wan Pea [One Pair] (segunda parte) - (マリア様がみてる ワンペア（後編）, abril de 2008).
Publicado posteriormente en el volumen 36 de la novela, Little Horrors.
19. Maria-sama ga Miteru - Chinami-san to Watashi - (マリア様がみてる チナミさんと私, septiembre de 2008).
Publicado posteriormente en el volumen 36 de la novela, Little Horrors.
20. Maria-sama ga Miteru - Kochō no Yume - (マリア様がみてる 胡蝶の夢, enero de 2009).
Publicado posteriormente en el volumen 36 de la novela, Little Horrors.
21. Maria-sama ga Miteru - Hankachi Hiroi - (マリア様がみてる ハンカチ拾い, mayo de 2009).
Publicado posteriormente en el volumen 36 de la novela, Little Horrors.
22. Maria-sama ga Miteru - Kinō no Teki - (マリア様がみてる 昨日の敵, septiembre de 2009).

### Manga
El manga es publicado por Margaret Comics de la Editorial Shueisha desde el 2004, el argumento sigue siendo el mismo al de la novela; la historia es hecha por Konno Oyuki y las ilustraciones son realizadas por la mangaka Satoru Nagasawa.
- Maria-sama ga Miteru - Volumen 1 - (25 de febrero de 2004 - 192 páginas, ISBN 4-08-847713-8). Basada en el volumen 1 de la novela.
- Maria-sama ga Miteru - Volumen 2 - (23 de julio de 2004 - 176 páginas, ISBN 4-08-847761-8). Basada en el volumen 2 de la novela.
- Maria-sama ga Miteru - Volumen 3 - (25 de enero de 2005 - 224 páginas, ISBN 4-08-847817-7). Basada en el volumen 3 de la novela.
- Maria-sama ga Miteru - Volumen 4 - (24 de junio de 2005 - 224 páginas, ISBN 4-08-847862-2). Basada en el volumen 4 de la novela.
- Maria-sama ga Miteru - Volumen 5 - (25 de enero de 2006 - 208 páginas, ISBN 4-08-846022-7). Basada en el volumen 5 de la novela.
- Maria-sama ga Miteru - Volumen 6 - (25 de agosto de 2006 - 208 páginas, ISBN 4-08-846084-7). Basada en el volumen 6 de la novela.
- Maria-sama ga Miteru - Volumen 7 - (23 de febrero de 2007, ISBN 978-4-08-846140-3)
- Maria-sama ga Miteru - Volumen 8 - (25 de enero de 2008, ISBN 978-4-08-846253-0)

Ocasionalmente la Revista Cobalt de la Editorial Shueisha, publicaba algunas historias originales en formato de manga con dibujos hechos por Reine Hibiki, basados en algunas escenas de la novela.
- Maria-sama ga Miteru - Yumi no Varentain Ibu [Valentine Eve] - (マリア様がみてる　祐巳のヴァレンタイン・イブ, febrero de 2003)
- Maria-sama ga Miteru - Matsuri no Mae - マリア様がみてる　祭りの前, octubre de 2003)
- Maria-sama ga Miteru - Kurisumasu Purezento [Christmas Present] - (マリア様がみてる　クリスマス・プレゼント, diciembre de 2003)
- Maria-sama ga Miteru - Sotsugyō made ni... (マリア様がみてる　卒業までに…, febrero de 2004)
- Maria-sama ga Miteru - Hitori no Nichiyōbi (マリア様がみてる　ひとりの日曜日, abril de 2004)
- Maria-sama ga Miteru - Toshi no Hajime no (マリア様がみてる　年の始めの, diciembre de 2004)

### Anime
La serie de anime se realizó en cuatro temporadas desde el 2004 siendo las dos primeras transmitidas el mismo año, la dirección estuvo a cargo de Yukihiro Matsushita y la producción por Studio DEEN. Cada una de las dos primeras temporadas consistió de 13 capítulos, todas transmitidas por TV Tokyo. El título original de cada capítulo aparece en japonés y francés.

#### Maria-sama ga Miteru- (マリア様がみてる)
| #  | Título en rōmaji           | Título en kana                  | Título en francés               | Fecha de emisión      | Aparición en la novela                           |
| 1  | Haran no Shimai Sengen     | 波乱の姉妹宣言                  | La déclaration troublante       | 7 de enero de 2004    | Vol. 1, capítulo 1, páginas 1 - 87               |
| 2  | Munasawagi no Rendan       | 胸騒ぎの連弾                    | Un duo Inattendu                | 14 de enero de 2004   | Vol. 1, capítulo 1, páginas 88 - 130             |
| 3  | Tsuki to Rozario           | 月とロザリオ                    | La lune et le chapelet          | 21 de enero de 2004   | Vol. 1, capítulo 1, páginas 130 - 249            |
| 4  | Kibara Kakumei             | 黄薔薇革命                      | La révolution des Roses Jaunes  | 28 de enero de 2004   | Vol. 2, capítulo 1, páginas 1 - 119              |
| 5  | Tatakau Otome-tachi        | 戦う乙女たち                    | Les jeunes filles combattantes  | 4 de febrero de 2004  | Vol. 2, capítulo 1, páginas 119 - 206            |
| 6  | Rosa Kanīna                | ロサ・カニーナ                  | Rosa Canina                     | 11 de febrero de 2004 | Vol. 4, capítulo 1, páginas 1 - 135              |
| 7  | Bikkuri Chokorēto (Zenpen) | びっくりチョコレート・前編      | Chocolat Etonnant (1ère partie) | 18 de febrero de 2004 | Vol. 5, capítulo 1, páginas 1 - 120              |
| 8  | Bikkuri Chokorēto (Kōhen)  | びっくりチョコレート・後編      | Chocolat Etonnant (2me partie)  | 25 de febrero de 2004 | Vol. 5, capítulo 2, páginas 120 - 220            |
| 9  | Akai Kādo                  | 紅いカード                      | La carte Rouge                  | 3 de marzo de 2004    | Vol. 6, capítulo 2, páginas 169 - 217            |
| 10 | Ibara no Mori              | いばらの森                      | Le bouquet de roses épineux     | 10 de marzo de 2004   | Vol. 3, capítulo 1, páginas 1 - 186              |
| 11 | Shiroki Hanabira           | 白き花びら                      | Les Roses Blanches              | 17 de marzo de 2004   | Vol. 3, capítulo 1 y 2, páginas 199 - 277        |
| 12 | Fāsuto Dēto Toraianguru    | ファーストデート トライアングル | Le premier rendez-vous à trois  | 24 de marzo de 2004   | Vol. 6, capítulo 1, páginas 20 - 90 y 108 - 113  |
| 13 | Gokigen’yō, Oneesama       | ごきげんよう、お姉さま          | Bonjour, ma sœur                | 31 de marzo de 2004   | Vol. 6, capítulo 1, páginas 90 - 108 y 113 - 168 |

Compañías
- Animación: Studio DEEN
- Producción: Rondo Robe
- Televisora: TV Tokyo

Personal
- Director: Yukihiro Matsushita
- Composición: Reiko Yoshida (1 - 3, 7 - 8, 10 - 11), Genki Yoshimura (4 - 5), Chiaki Manabe (6 y 9) y Natsuko Takahashi (12 - 13)
- 'Guion gráfico': Yukihiro Matsushita (1, 5 y 13), Kazuhiro Soeta (2), Kazuhiro Furuhashi (3, 9 y 11), Tetsuhito Saito (4), Daisuke Tsukushi (6), Toshiya Niidome (7), Takaaki Ishiyama (8), Tatsuya Abe (10) y Takeshi Kagetsu (12)
- Director de episodio: Yukihiro Matsushita (1), Kazuhiro Soeta (2), Shunji Yoshida (3, 7 y 11), Tomoko Hiramuki (4 y 8), Makoto Sokuza (5, 9 y 13), Daisuke Tsukushi (6 y 10) y Takeshi Kagetsu (12)
- Música: Mikiya Katakura
- Diseño original de personajes: Hibiki Reine
- Diseño de personajes: Yukihiro Matsushita
- Director artístico: Nobuto Sakamoto
- Director de animación: Akira Matsushima (1 y 13), Yukiko Akiyama (2 y 9), Hirofumi Morimoto (3, 7 y 11), Tateru Namikaze (4), Miyako Tsuji (5 y 10), Takako Shimizu (6), Yukie Sako (8) y Minoru Mihara (12)
- Director de fotografía: Masayuki Kawaguchi
- Color: Shinji Matsumoto
- Historia original: Oyuki Konno
- Organización de la serie: Reiko Yoshida
- Director de sonido: Yoshikazu Iwanami

#### Maria-sama ga Miteru ～Haru～- (マリア様がみてる ～春～)
| #  | Título en rōmaji       | Título en kana     | Título en francés                | Fecha de emisión         | Aparición en la novela                               |
| 1  | Nagaki Yono            | 長き夜の           | Au cours d'une longue nuit       | 4 de julio de 2004       | Vol. 4, capítulo 2, páginas 138 - 247                |
| 2  | Kibara Masshigura      | 黄薔薇まっしぐら   | La rose jaune avance en poussant | 11 de julio de 2004      | Vol. 7, capítulo 1 y 3, páginas 1 - 137 y 209 - 214  |
| 3  | Itosewashi Hibi        | いと忙し日日       | Des jours très occupés           | 18 de julio de 2004      | Vol. 7, capítulo 2, páginas 139 - 208                |
| 4  | Will                   |                    | Le testtrament                   | 25 de julio de 2004      | Vol. 8, capítulo 1, páginas 1 - 67                   |
| 5  | Itsushika Toshimo      | いつしか年も       | Le temps s'est passé             | 1 de agosto de 2004      | Vol. 8, capítulo 2, páginas 70 - 144                 |
| 6  | Kata te dake tsunaide  | 片手だけつないで   | La main dans la main             | 8 de agosto de 2004      | Vol. 8, capítulo 3, páginas 145 - 215                |
| 7  | Cherī Burossamu        | チェリーブロッサム | Les fleurs de cerises            | 15 de agosto de 2004     | Vol. 9, capítulo 1 y 2, páginas 1 - 58 y 121 - 172   |
| 8  | Ichō no Naka no Sakura | 銀杏の中の桜       | Un cerisier parmi des icho       | 22 de agosto de 2004     | Vol. 9, capítulo 1 y 2, páginas 58 - 120 y 172 - 240 |
| 9  | Rozario no Shizuku     | ロザリオの滴       | Des larmes du chapelet           | 29 de agosto de 2004     | Vol. 10, capítulo 1, páginas 11 - 76                 |
| 10 | Kibara Chūihō          | 黄薔薇注意報       | Prenez garde des roses jaunes    | 5 de septiembre de 2004  | Vol. 10, capítulo 2, páginas 77 - 142                |
| 11 | Reini Burū             | レイニーブルー     | Rainy Blue                       | 12 de septiembre de 2004 | Vol. 10, capítulo 3, páginas 143 - 214               |
| 12 | Aoi Kasa               | 青い傘             | Le parapluie bleu                | 19 de septiembre de 2004 | Vol. 11, capítulo 1                                  |
| 13 | Parasoru o sashite     | パラソルをさして   | Avec un parasol                  | 26 de septiembre de 2004 | Vol. 11, capítulo 1                                  |

Compañías
- Animación: Studio DEEN
- Producción: Rondo Robe
- Televisora: TV Tokyo

Personal
- Director: Yukihiro Matsushita
- Composición: Genki Yoshimura (1, 4 y 11), Chiaki Manabe (2, 6 y 9), Natsuko Takahashi (3, 10) y Reiko Yoshida (5, 7 - 8 y 12 - 13)
- Storyboard: Tetsuhito Saito (1, 3, 8 y 12), Michio Fukuda (2), Kazuhiro Furuhashi (4, 6 y 9), Yukihiro Matsushita (5, 11 y 13), Tadashi Kojima (7) y Tomoko Hiramuki (10)
- Director de episodio: Tomoko Hiramuki (1, 5 y 10), Daisuke Tsukushi (2 y 12), Shunji Yoshida (3 y 7), Makoto Sokuza (4 y 8), Kazuhiro Furuhashi (6), Takashi Yamana (9) y Yukihiro Matsushita (11 y 13)
- Música: Mikiya Katakura
- Diseño original de personajes: Hibiki Reine
- Diseño de personajes: Yukihiro Matsushita
- Director artístico: Nobuto Sakamoto
- Director de animación: Yukiko Akiyama (1 y 10), Miyako Tsuji (2, 6 y 12), Hirofumi Morimoto (3, 7 y 11), Norikazu Hattori (4 y 9), Masahiro Aizawa (5), Tateru Namikaze (8) y Akira Matsushima (13)
- Director de fotografía: Masayuki Kawaguchi
- Edición: Masahiro Matsumura
- Historia original: Oyuki Konno

Temas musicales
- Opening: pastel pure
  - Primera temporada: (composición: Mikiya Katakura, arreglo: Yoshihisa Hirano)
  - Segunda temporada: (letra: Konno Oyuki, composición y arreglo: Mikiya Katakura, canción: ALI PROJECT)
- Ending: Sonata Blue 
  - Ambas temporadas: (composición: Mikiya Katakura, arreglo: Yoshihisa Hirano)

#### OVA - Tercera temporada
En noviembre de 2005 se anunció una tercera temporada de anime en formato OVA y que estaría situado históricamente después de la segunda temporada de televisión; en agosto de 2006 se comenzó a publicar mayores detalles de esta temporada y los volúmenes a publicar (en total cinco). Cada OVA fue publicado cada dos meses a partir del 29 de noviembre de 2006 al 25 de julio de 2007, con una duración de 50 minutos aproximadamente cada uno. Cada volumen tuvo dos ediciones: una estándar y una edición de colección.
| # | Título en rōmaji          | Título en kana   | Título en francés         | Fecha de salida         | Registro                                    | Aparición en la novela |
| 1 | Kohitsuji-tachi no Kyūka  | 子羊たちの休暇   | Les vacances des agnelles | 29 de noviembre de 2006 | GNBA-7361 (colección), GNBA-7231 (estándar) | Vol. 12                |
| 2 | Ryaku-shite OK Daisakusen | 略してOK大作戦   | L'opération «code OK»     | 31 de enero de 2007     | GNBA-7362 (colección), GNBA-7232 (estándar) | Vol. 13, capítulo 1    |
| 3 | Suzukaze Satsu-satsu      | 涼風さつさつ     | Un souffle d'air frais    | 28 de marzo de 2007     | GNBA-7363 (colección), GNBA-7233 (estándar) | Vol. 14                |
| 4 | Redi, GO!                 | レディ、GO！     | Allez les filles !        | 30 de mayo de 2007      | GNBA-7364 (colección), GNBA-7234 (estándar) | Vol. 15                |
| 5 | Chao Sorella!             | チャオソレッラ！ | Ciao Sorella !            | 25 de julio de 2007     | GNBA-7365 (colección), GNBA-7235 (estándar) | Vol. 17, capítulo 1    |

Tema musical
- Opening: pastel pure (composición y arreglo: Mikiya Katakura)
- Ending (Capítulo 1 y 2): Chercher (letra: Oyuki Konno, composición y arreglo: C.G mix, canción: KOTOKO)
- Ending (Capítulo 3, 4 y 5): Kirei na Senritsu (letra: Oyuki Konno, composición: Marty Friedman, arreglo: Nakazawa Tomoyuki/Iuchi Maiko, canción: KOTOKO)

#### Cuarta temporada
Esta temporada se estrenó el 3 de enero de 2009 y finalizó el 28 de marzo de 2009, fueron presentados 13 capítulos:
| #  | Título en rōmaji                  | Título en kana             | Título en francés                    | Fecha de emisión      | Aparición en la novela |
| 1  | Gakuensai wa Shock2               | 学園祭はショック2          | De choc en choc à la fête de l'école | 3 de enero de 2009    |                        |
| 2  | Tokubetsu Denai Tada no Ichinichi | 特別でないただの一日       | Une journée ordinaire                | 10 de enero de 2009   |                        |
| 3  | Sœur audition                     | 妹（スール）オーディション | L'audition des sœurs                 | 17 de enero de 2009   |                        |
| 4  | Mirai no Imōto                    | 未来の妹                   | La future sœur                       | 24 de enero de 2009   |                        |
| 5  | Benibara no Tameiki               | 紅薔薇のため息             | Le soupir de la rose rouge           | 31 de enero de 2009   |                        |
| 6  | Yokisenu Kyakujin                 | 予期せぬ客人               | L'invitée surprise                   | 7 de febrero de 2009  |                        |
| 7  | Mirai no Hakuchizu                | 未来の白地図               | La carte vierge                      | 14 de febrero de 2009 |                        |
| 8  | Kumori Glass no Mukōgawa          | くもりガラスの向こう側     | L'autre face de la vitre emobuée     | 21 de febrero de 2009 |                        |
| 9  | Kamen no Actress                  | 仮面のアクトレス           | L'actrice masquée                    | 28 de febrero de 2009 |                        |
| 10 | Keyholder                         | キーホルダー               | Le porte-clef                        | 7 de marzo de 2009    |                        |
| 11 | Heart no Kagihana                 | ハートの鍵穴               | La serrure du cœur                   | 14 de marzo de 2009   |                        |
| 12 | Crisscross                        | クリスクロス               | L'entrecroisé                        | 21 de marzo de 2009   |                        |
| 13 | Anata o Sagashi ni                | あなたを探しに             | Les retrouv ailles                   | 28 de marzo de 2009   |                        |

Compañías
- Animación: Studio DEEN
- Producción: Rondo Robe
- Televisora: TV Tokyo

Personal
- Director: Toshiyuki Katō

Temas musicales
- Opening: Chizu Sanpo (地図散歩?) (letra: Konno Oyuki, composición y arreglo: myu, canción: kukui)
- Ending: Kumori Glass no Mukō (くもりガラスの向こう?) (letra: Konno Oyuki, composición: LOOP K, arreglo: Ryō Ogura, canción: Kaori Hikita)

### CD Drama
Estos relatos especiales están basados en las historias de las novelas, las seiyū son las mismas que dan la voz en la serie de anime. Son publicados por Editorial Shueisha.
1. Maria-sama ga Miteru - (マリア様がみてる) - (ISBN 4-08-905576-8)
2. Maria-sama ga Miteru 2 - (マリア様がみてる２) - (ISBN 4-08-905638-1)
3. Maria-sama ga Miteru - Kibara Kakumei - (マリア様がみてる　黄薔薇革命) - (ISBN 4-08-905665-9)
4. Maria-sama ga Miteru - Ibara no Mori - (マリア様がみてる　いばらの森) - (ISBN 4-08-905807-4)
5. Maria-sama ga Miteru - Rosa Kanīna (Shokai Gentei Han) - (マリア様がみてる　ロサ・カニーナ(初回限定版)) - (ISBN 4-08-909055-5) - Edición Limitada; empaque especial con figuras incluidas de Yumi y Sachiko
6. Maria-sama ga Miteru - Rosa Kanīna (Tsūjou Han) - (マリア様がみてる　ロサ・カニーナ(通常版)) - (ISBN 4-08-909056-3)
7. Maria-sama ga Miteru - Varentinusu no Okurimono - (マリア様がみてる　ウァレンティーヌスの贈り物) - (ISBN 4-08-909144-6)
8. Maria-sama ga Miteru - Fāsuto dēto Toraianguru - (マリア様がみてる　ファースト デート トライアングル) - (ISBN 4-08-909145-4)
9. Maria-sama ga Miteru - Itoshiki Saigetsu - (マリア様がみてる　いとしき歳月) - (ISBN 4-08-909266-3)
10. Maria-sama ga Miteru - Itoshiki Saigetsu 2 - (マリア様がみてる　いとしき歳月２) - (ISBN 4-08-909267-1)
11. Maria-sama ga Miteru - Itsushika Toshimo (Shokai Gentei Han) - (マリア様がみてる　いつしか年も(初回限定版)) - Edición Limitada; empaque especial con figuras incluidas de Yoshino y Shimako
12. Maria-sama ga Miteru - Itsushika Toshimo - (マリア様がみてる　いつしか年も) - (ISBN 4-08-909269-8)
13. Maria-sama ga Miteru - Nagaki Yono (マリア様がみてる　長き夜の, 14 de julio de 2006) - (ISBN 4-08-901144-2)

### Banda sonora
En 2004 se publicaron dos CD que contenían la música original de fondo (banda sonora) de la serie de anime; un CD por cada temporada.
Maria-sama ga Miteru Original Soundtrack
| 1. Pastel pure (TV Ver.) 2. Hyakumensou 3. Maria Sama Ga Miteru no Theme ~blue 4. Maria Sama ga Miteru no Theme ~emotion 5. Kodoku 6. Yumi to Shouko no Theme ~Original Version 7. Surechigai 8. Munasawagi 9. Sonata Blue ~School Days 10. Delight 11. Pleasant time 12. Sonata Blue ~Kyoushitsu ni Te | Sonata Blue ~Akogare Mune no Kodou Tenderness Inori Purity Tomadoi Nayameru Miko Tachi Omoi Wazurai Mune no Itami Fuan Bara no Odoro Kinkyuujidai | Serious affair Yokan Kinbaku Lilian Gakuen Aishiki Gakubisha Bara no Yakata Pastel pure ~Rakujitsu Pastel pure ~Chiisana Kiseki Pastel pure ~Nukumori Itooshiki Hibi Sonata Blue (TV Ver.) |

Maria-sama ga Miteru ~Haru~ Original Soundtrack
| 1. Avant Title 2. Pastel Pure ~ vocal version (Short Mix) 3. Avec ma soeur ~ Yumi to Shouko 4. Avec ma soeur ~ Kankei 5. Yumi no Theme ~ Original Version 6. Yumi no Theme ~ Namida 7. Doushite 8. Soubou 9. Yuujou 10. Kokuhaku 11. Fuan 2 12. Tokubetsu | Otsukare Sama Oosawagi Ureshii Odoroki Hot Hitoiki Pastel Pure ~ Orgel Kitai Gishin Kinchou Teisatsu Tsumetai Hito Maria-sama no Gokago wo Nazotoki | Tanoshii Tsutachi Kirei na Hi Mou Ichido Bitter tears Similarity Shukuseki Avec ma soeur ~ guitar version Hitori Setsunai Omoi Hanareba Nare Kizuna Anata to Tomoki |

### Image Album
En el 2005 se promocionaron tres CD a modo de Image Album, cada uno dedicado con 7 canciones (1 opening vocalizado, 3 intermedios instrumentales dedicados a cada personaje, 1 ending vocalizado y las versiones del opening y ending en formato de karaoke) a cada una de las tres familias de rosas; las canciones vocalizadas fueron cantadas por las seiyū de la serie de anime.
Colección de las rosas rojas (Rosa Chinensis)
1. Kurenai bara no Theme - (紅薔薇のテーマ)¹
2. Shōsana inori ～ Yumi - (小さな祈り～祐巳)²
3. Utsukushii shukujo [hito] ～ Sachiko - (美しい淑女（ひと）～祥子)²
4. Shōkei [akogare] ～ Youko - (憧憬（あこがれ）～蓉子)²
5. Itsu no hinika - (いつの日にか)¹
6. Kurenai bara no Theme - (紅薔薇のテーマ)³
7. Itsu no hinika - (いつの日にか)³

Colección de las rosas amarillas (Rosa Fœtida)
1. Ma Sœur¹
2. Itoshii egao ～ Yoshino - (愛しい笑顔～由乃)²
3. Samenai yume ～ Rei - (醒めない夢～令)²
4. Kokoro no mamani ～ Eriko - (心のままに～江利子)²
5. Ashita aretara - (明日晴れたら)¹
6. Ma Sœur³
7. Ashita aretara - (明日晴れたら)³

Colección de las rosas blancas (Rosa Gigantea)
1. Katate daketsunaide - (片手だけつないで)¹
2. Harukaze ～ Shimako - (春風～志摩子)²
3. Megurihōi ～ Sei - (めぐり逢い～聖)²
4. Futari no himitsu ～ Noriko - (ふたりの秘密～乃梨子)²
5. Tsubasa - (翼)¹
6. Katate daketsunaide - (片手だけつないで)³
7. Tsubasa - (翼)³

Notas
¹ Cantada por las seiyū que representan a las personajes de su respectiva familia
² Instrumental
³ Versión karaoke

### Maria-sama ni wa Naisho
Este omake fue producido con la salida de las ediciones de DVD de las dos temporadas de anime y representan una parodia de dos minutos de los personajes en estilo chibi. Cada temporada tiene siete capítulos y cuentan con la participación especial de Yukihiro Matsushita quien se parodia a sí mismo dando la voz del director.
Personal
- Director: Yukihiro Matsushita
- Diseño de personajes: Akira Matsushima
- Director artístico: Nobuto Sakamoto
- Director de sonido: Yoshikazu Iwanami
- Producción y animación: Studio DEEN

### Radio por Internet
También se han emitido en la radio por Internet, en el canal Animate, especiales de las serie de aproximadamente media hora de duración, sin embargo éstos no tienen relación con la historia original de la novela o del anime y que eran más bien una especie de omake de la serie con coloquios y publicidad, inicialmente se hizo un especial de Navidad, el 22 de diciembre de 2005 y desde marzo hasta noviembre de 2006 se emitieron 19 episodios; adicional se presentaron dos especiales, uno de primavera (25 de enero de 2007) y uno del festival Hinamatsuri (1 de marzo de 2007). Fueron presentadas por Kana Ueda (seiyū de Yumi), aunque ocasionalmente se presentaban como invitadas algunas seiyū de la serie.
Una segunda temporada se comenzó a emitir desde el 27 de agosto de 2008 en el mismo canal de manera mensual. Adicionalmente en esta temporada se presentaron dos especiales, uno de otoño (14 de septiembre de 2008) y uno de Navidad (24 de diciembre de 2008).
Primera temporada
| #  | Título en rōmaji                                    | Título en kana                              | Fecha de salida          | Invitadas |
| 1  | Benibara Zukushi de Gokigen’yō                      | 紅薔薇づくしでごきげんよう                  | 9 de marzo de 2006       | Miki Itō (Sachiko Ogasawara) y Emi Shinohara (Yōko Mizuno)                                                               |
| 2  | Mada Iinareteinai de Gokigen’yō                     | まだ言いなれていないごきげんよう            | 23 de marzo de 2006      | Kaori Shimizu (Noriko Nijō)                                                                                              |
| 3* | Kōkairokuon de Gokigen’yō                           | 公開録音でごきげんよう                      | 6 de abril de 2006       | Kaori Shimizu (Noriko Nijō), Miki Itō (Sachiko Ogasawara), Haruna Ikezawa (Yoshino Shimazu) y Mamiko Noto (Shimako Tōdō) |
| 4  | Gokigen’yō de Suwa Okusama                          | ごきげんようですわ奥様                      | 20 de abril de 2006      | Rina Satō (Tsutako Takeshima)                                                                                            |
| 5  | Monomane de Gokigen’yō                              | モノマネでごきげんよう                      | 11 de mayo de 2006       | Miki Itō (Sachiko Ogasawara)                                                                                             |
| 6  | Rōru Kēki de Gokigen’yō                             | ロールケーキでごきげんよう                  | 25 de mayo de 2006       | Haruna Ikezawa (Yoshino Shimazu)                                                                                         |
| 7* | Ochakai de Gokigen’yō                               | お茶会でごきげんよう                        | 8 de junio de 2006       | Haruna Ikezawa (Yoshino Shimazu) y Mamiko Noto (Shimako Tōdō)                                                            |
| 8  | Reinī Burū demo Gokigen’yō                          | レイ二ーブルーでもごきげんよう              | 22 de junio de 2006      | Emi Shinohara (Yōko Mizuno)                                                                                              |
| 9  | Yumi no Heya kara Gokigen’yō                        | 祐巳の部屋からごきげんよう                  | 6 de julio de 2006       | |
| 10 | Hirumakkara Yopparatte Gokigen’yō                   | 昼間っから酔っ払ってごきげんよう            | 20 de julio de 2006      | Shizuka Itō (Rei Hasekura)                                                                                               |
| 11 | Shimako wa Miteru... Okusamatachi no "Gokigen’yō" o | 志摩子はみてる…奥様たちの「ごきげんよう」を | 3 de agosto de 2006      | Mamiko Noto (Shimako Tōdō)                                                                                               |
| 12 | Shimako wa Watashi no da! Jerasī de Gokigen’yō      | 志摩子は私のだ！ジェラスィーでごきげんよう  | 17 de agosto de 2006     | Megumi Toyoguchi (Sei Satō)                                                                                              |
| 13 | Bochi-bochi de Gokigen’yō                           | ボチボチでごきげんよう                      | 31 de agosto de 2006     | Hitomi Nabatame (Eriko Torii)                                                                                            |
| 14 | Shūgakuryokō de Gokigen’yō                          | 修学旅行でごきげんよう                      | 14 de septiembre de 2006 | Kaori Shimizu (Noriko Nijō)                                                                                              |
| 15 | Udetate Tefuse Gohyakukai no Gokigen’yō             | 腕立てふせ500回のごきげんよう               | 28 de septiembre de 2006 | Rie Kugimiya (Tōko Matsudaira)                                                                                           |
| 16 | Ninensei Torio de Gokigen’yō                        | ２年生トリオでごきげんよう                  | 12 de octubre de 2006    | Haruna Ikezawa (Yoshino Shimazu) y Mamiko Noto (Shimako Tōdō)                                                            |
| 17 | Sake, shuri, shitto, Gokigen’yō                     | 酒、釣り、嫉妬、ごきげんよう                | 26 de octubre de 2006    | Shizuka Itō (Rei Hasekura)                                                                                               |
| 18 | Oyatsu ni Muchū de Gokigen’yō                       | おやつに夢中でごぎげんよう                  | 9 de noviembre de 2006   | Miki Itō (Sachiko Ogasawara)                                                                                             |
| 19 | Mata au hi made Gokigen’yō                          | また会う日までごきげんよう                  | 24 de noviembre de 2006  | |
|    | Shinshun supesharu de Gokigen’yō                    | 新春スペシャルで、ごきげんよう              | 25 de enero de 2007      | Kaori Shimizu (Noriko Nijō) y Mamiko Noto (Shimako Tōdō)                                                                 |
|    | Himatsuri supesharu de Gokigen’yō                   | ひな祭りスペシャルで、ごきげんよう          | 1 de marzo de 2007       | Mamiko Noto (Shimako Tōdō) y Haruna Ikezawa (Yoshino Shimazu)                                                            |

Notas
* Presentaciones hechas con público presente
Segunda temporada
| # | Título en rōmaji                          | Título en kana                       | Fecha de salida         | Invitadas                                                     |
| 1 | Ohisahiburi Gokigen'yō                    | お久しぶりに、ごきげんよう           | 27 de agosto de 2008    | Ami Koshimizu (Kanako Hosokawa)                               |
|   | Supesharu de, Gokigen'yō                  | スペシャルで、ごきげんよう           |                         |                                                               |
| 2 | Ririan-sai Otsukaresamadeshita Gokigen'yō | リリアン祭お疲れ様でしたごきげんよう |                         | Marina Inoue (Shōko Naitō)                                    |
| 3 | Hitorifutayaku de Gokigen'yō              | 一人二役でごきげんよう               | 29 de octubre de 2008   | Hitomi Nabatame (Eriko Torii, Arima Nana)                     |
| 4 | Kurisumasu Songu de Gokigen'yō            | クリスマスソングでごきげんよう       | 26 de noviembre de 2008 | Kaori Shimizu (Noriko Nijō)                                   |
|   | Merī Kurisumasu! Gokigen'yō               | メリークリスマス！ごきげんよう！     | 24 de diciembre de 2008 | Haruna Ikezawa (Yoshino Shimazu) y Mamiko Noto (Shimako Tōdō) |

Adicionalmente se han publicado varios CD que contienen los especiales de radio:
1. DJ CD Maria-sama ga Miteru - 1 (4 de agosto de 2006, FCCM-0151)
2. DJ CD Maria-sama ga Miteru - 2 (25 de octubre de 2006, FCCM-0152)
3. DJ CD Maria-sama ga Miteru - 3 (25 de abril de 2007, FCCM-0181)
4. DJ CD Maria-sama ga Miteru 〜WinterSpecial2007〜 (compilación) (25 de enero de 2008)
5. SPECIAL CD Maria-sama ga Miteru Vol.1 (25 de diciembre de 2008, FCCM-0263)
6. DJ CD Maria-sama ga Miteru 〜WinterSpecial2008〜 (compilación) (28 de enero de 2009)
7. SPECIAL CD Maria-sama ga Miteru Vol.2 (25 de enero de 2009)
8. SPECIAL CD Maria-sama ga Miteru Vol.3 (25 de febrero de 2009)

Dentro de ellos están insertos los siguientes radiodramas:
DJ CD 1
1. 「小笠原邸の変」 - Ogasawara-tei no Hen (dentro del capítulo 1)
2. 「リリアン戦隊ロサキネンシス」- Ririan Sentai Rosa Kinenshisu (dentro del capítulo 2)
3. 「こころ、つないで」 - Kokoro, Tsunaide (dentro del capítulo 4)
4. 「魔法少女志摩子」 - Mahō Shōjo Shimako (dentro del capítulo 5)

DJ CD 2
1. 「当たるも八卦」 - Ataru mo Hakke (dentro del capítulo 11)
2. 「ネコの名は」 - Neko no Na wa (dentro del capítulo 12)
3. 「令、クマ人間になる」 - Rei, Kuma Ningen ni Naru (dentro del capítulo 13)
4. 「続・魔法少女志摩子」 - Zoku - Mahō Shōjo Shimako (dentro del capítulo 14)

DJ CD 3
1. 「祥子、福引に挑戦」 - Sachiko, Fukubiki ni Chōsen (dentro del capítulo 16)
2. 「シンデレラ、再び」 - Shinderera, Futatabi (dentro del capítulo 17)
3. 「夕暮一景」 - Yūguikkei (dentro del capítulo 19)
4. 「可南子、審判の日」- Kanako, Shinban no Hi (dentro del capítulo 20)

DJ CD Maria-sama ga Miteru 〜WinterSpecial2007〜
1. 「魔法少女志摩子・はじまりの日」 - Mahō Shōjo Shimako - Hajimari no Hi (dentro del especial de Navidad)

DJ CD Maria-sama ga Miteru 〜WinterSpecial2008〜
1. 「ロザリオ由乃捕物帖」 - Rozario Yoshino Torimonochō (dentro del capítulo 15)

SPECIAL CD Maria-sama ga Miteru Vol.1
1. 「ショコラとポートレート（前篇）」 - Shokora to Pōtorēto, primera parte (dentro del capítulo 1, segunda temporada)
2. 「ショコラとポートレート（後篇）」 - Shokora to Pōtorēto, segunda parte (dentro del capítulo 2, segunda temporada)

SPECIAL CD Maria-sama ga Miteru Vol.2
1. 「枯れ木に芽吹き」 - Kareki ni Mebuki (dentro del capítulo 3, segunda temporada)

SPECIAL CD Maria-sama ga Miteru Vol.3
1. 「羊が一匹さく越えて（前篇）」 - Hitsuji ga Ippiki Saku Koete, primera parte (dentro del capítulo 4, segunda temporada)

### Otros
Con un carácter más comercial y menos argumentativo, se han presentado de manera especial algunas mercancías y objetos de colección. Figurinas, pósters, cartas, botones, muñecas entre otros objetos son mostrados en venta cada cierto tiempo.

## Fandom
Debido a las múltiples relaciones entre las personajes de la serie, muchos fanáticos de la serie han creado diversos medios tales como dōjinshis, fanarts, fanfics, parodias, hasta inclusive otras series se han inspirado en el argumento de la serie.
Algo que ha caracterizado en los fanáticos es la identificación de las personajes con alguna de sus características, en muchos fanarts se muestra a Yumi como una mapache, a Yoshino como una gata y a Shimako como un conejo; o en algunas parodias exagerando el tamaño de Kanako o atribuyendo el peinado de Tōko con taladros reales. En otras ocasiones los fanáticos muestran situaciones más inusuales e íntimas entre las personajes, mostrando a veces relaciones más explícitas que en la serie.

### Juegos dōjin
A pesar de que oficialmente la serie no ha presentado videojuegos, existen diversos juegos dōjin basados en la serie, entre los cuales se destacan: Maribato! (hecho por DK-Soft), Rosa Chinesis Four Hand y Lilian Fourhand: Nuclear Sœur the Fighter (ambos hechos por French Bread.)

### Otras obras basadas
Desde la aparición de Maria-sama ga Miteru, han aparecido otras series de anime, manga y videojuegos con un argumento similar de colegios privados con un complejo sistema de hermandades con consejos estudiantiles de nombres sofisticados, algunos de estos son Strawberry Panic! y Otome wa Boku ni Koishiteru. También se realizó una película no oficial de carácter pornográfico con personajes reales vestidos en cosplay encarnando a las personajes de la serie, basándose en la historia original y que tenía como título Maria-sama ga Miteiru (con una I adicional).